# Johannes Brenz

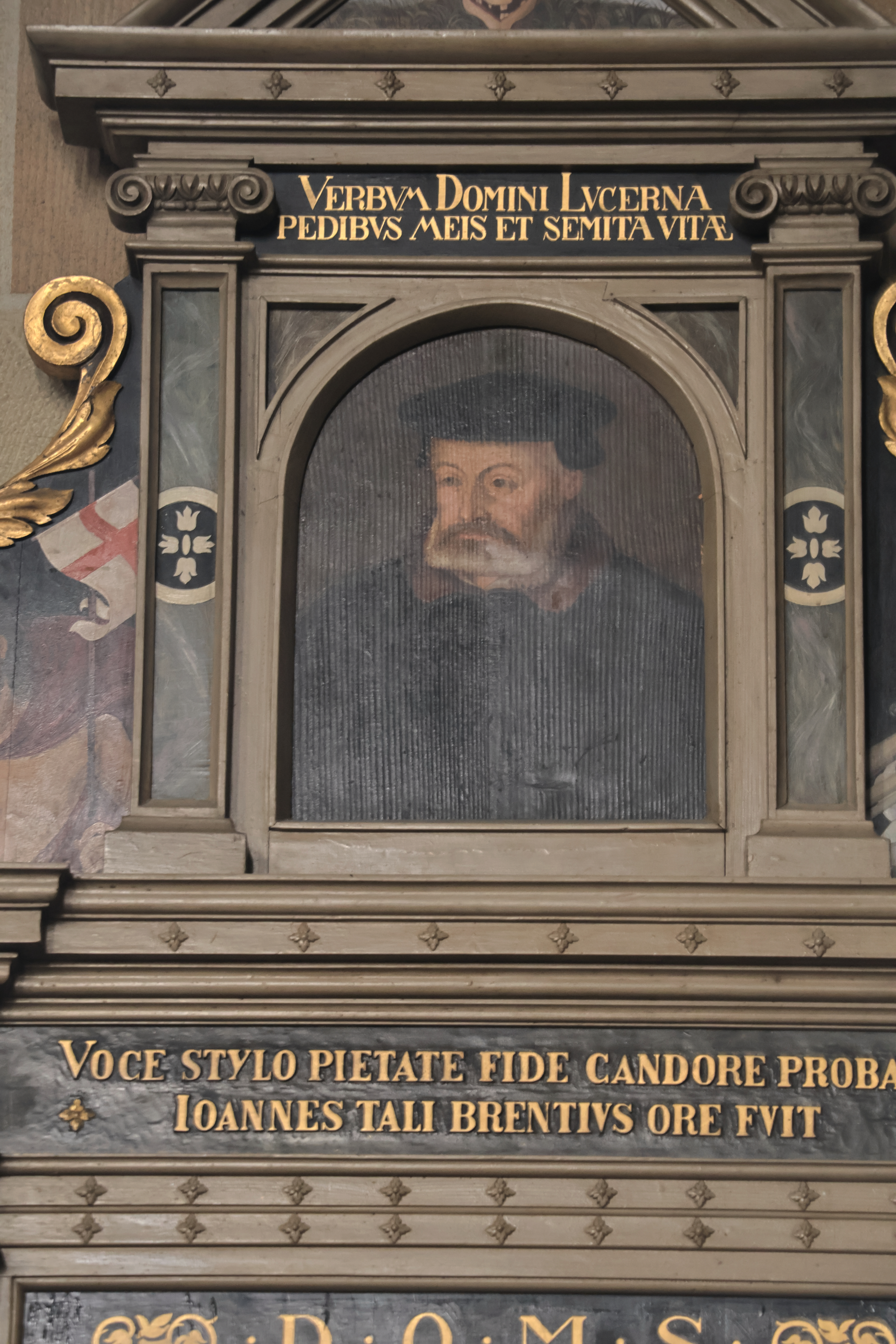
Postumes Porträt des Johannes Brenz, Epitaph in der Stiftskirche Stuttgart (Jonathan Sauter, 1584)

Johannes Brenz, latinisiert Brentius (* 24. Juni 1499 in Weil der Stadt; † 11. September 1570 in Stuttgart), war Reformator der Reichsstadt Schwäbisch Hall und des Herzogtums Württemberg. Er vertrat Martin Luthers Theologie im Südwesten des Reichs. Brenz erlebte die Reformationszeit von den Anfängen bis zur Konsolidierung nach dem Augsburger Religionsfrieden 1555 mit und war an den wichtigen Stationen oft persönlich beteiligt: So lernte er auf der Heidelberger Disputation (1518) Luther kennen und wurde sein Anhänger, 1529 besuchte er das Marburger Religionsgespräch und war auf dem Reichstag zu Augsburg (1530) Philipp Melanchthons engster Mitarbeiter bei der Abfassung der Confessio Augustana.
Indem Brenz an mehreren Kirchenordnungen wesentlich beteiligt war, übte er einen prägenden Einfluss aus, umso mehr, als er einen weitverbreiteten und in revidierter Form bis heute verwendeten Katechismus verfasste.
Brenz benutzte zeitweise auch die Pseudonyme Huldreich Engster, Ulricus Enc(h)aust(i)us (beides zu altgriechisch ἔνκαυστος énkaustos „Gebranntes“, vgl. gleichbedeutend schwäbisch Brennt’s = Brenz) und – nach seinem Versteck auf der Burg Hohenwittlingen – Johannes Wit(t)ling(ius).

## Leben

### Jugend und Studium

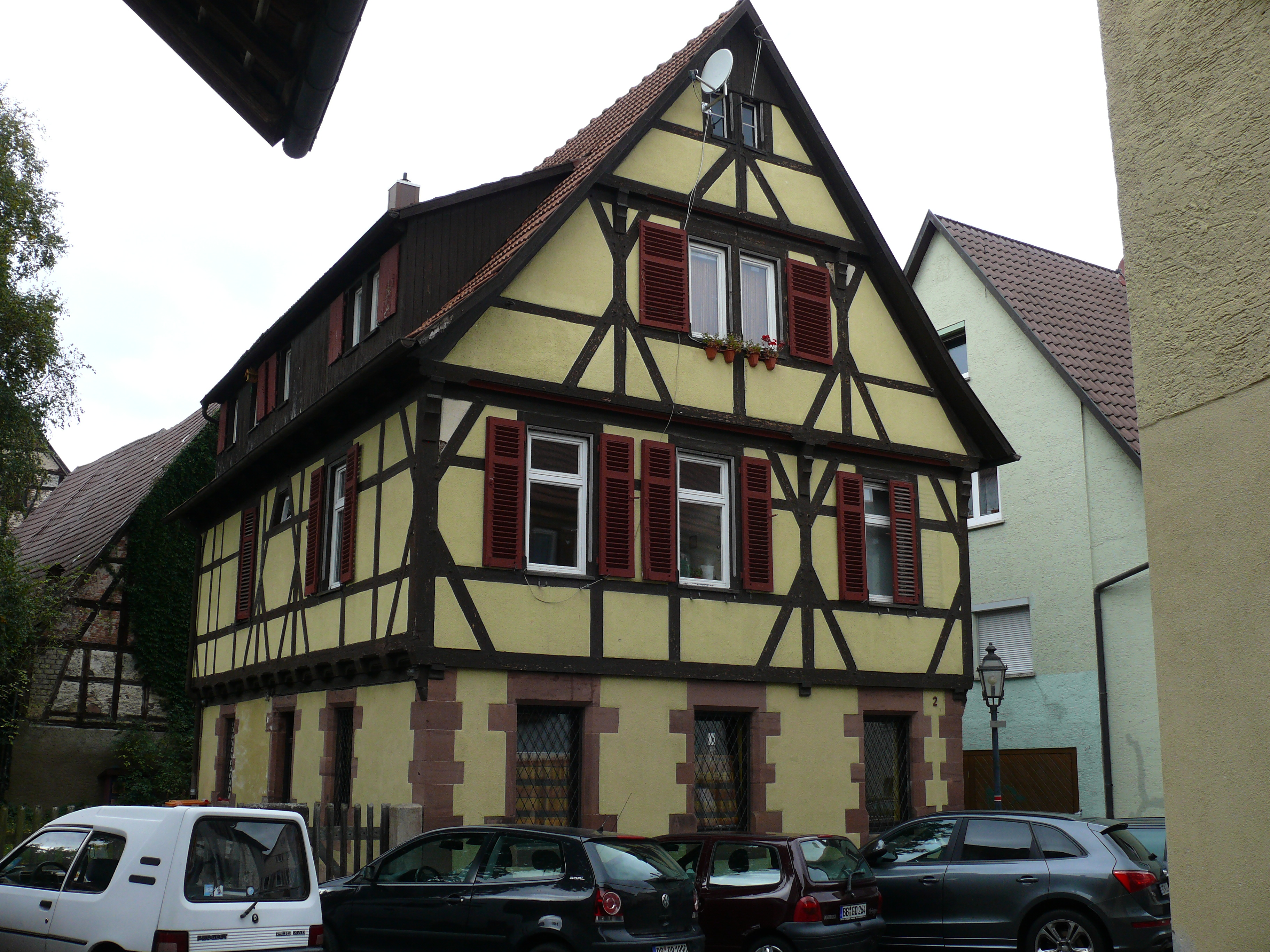
Das Haus Brenzgasse 2 in Weil der Stadt. Hier wird seit den 1880er Jahren Brenz’ Geburtshaus lokalisiert

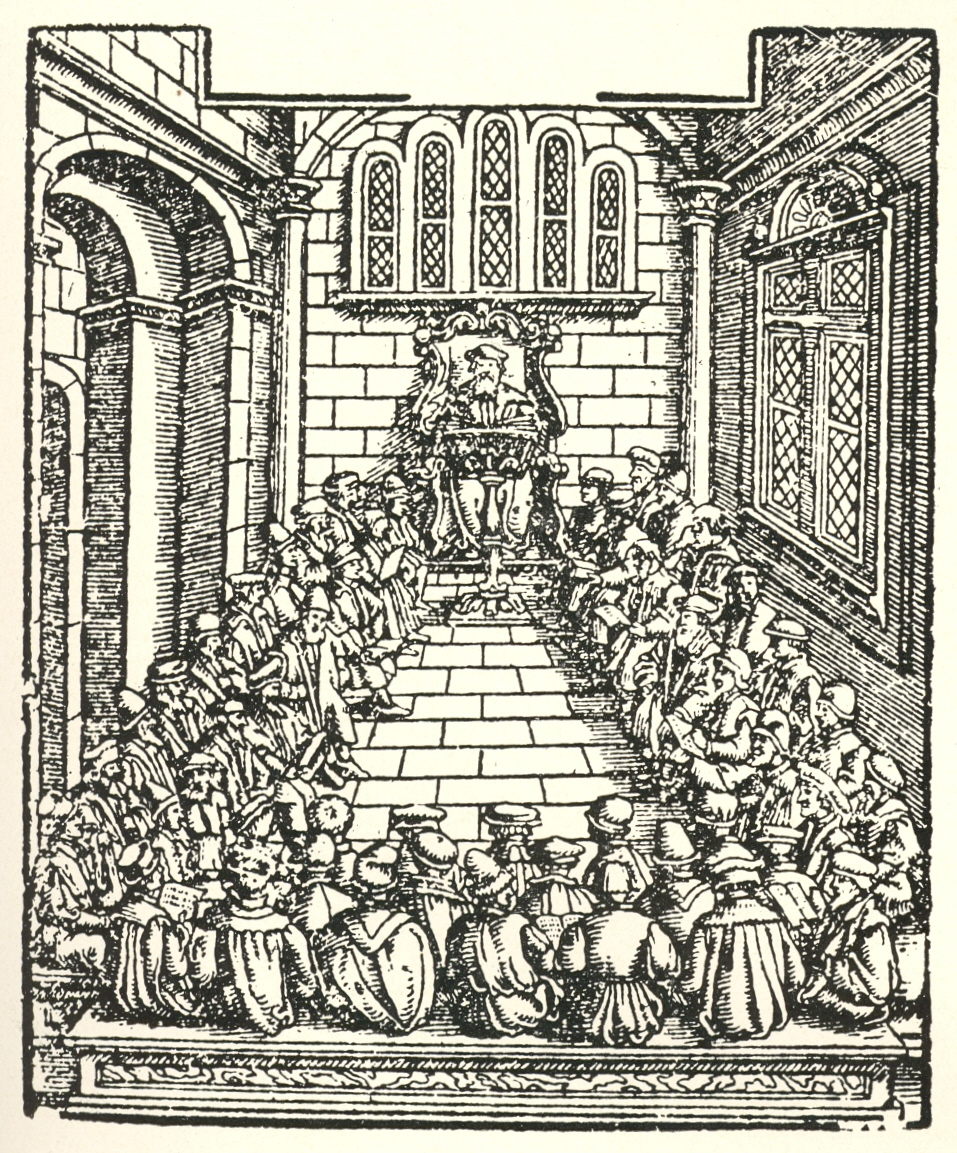
Universität Heidelberg (Sebastian Münster, 1544)

Johannes Brenz wurde am 24. Juni 1499 (Johannistag) in der Reichsstadt Weil der Stadt geboren. Er war ein Sohn des Richters und Schultheißen Martin Hess, genannt Prentz (1475–1535), und der vermutlich aus Enzweihingen stammenden Catharina Hennig. Wie es üblich war, erhielt er bei der Taufe den Namen des Tagesheiligen. Über seine Kindheit und Jugend ist wenig bekannt, städtische Oberschichtverhältnisse sind aber anzunehmen (Schultheiß war ein Ehrenamt, Wohlstand daher Voraussetzung). Er hatte drei jüngere Brüder Wendel, Bernhard und Martin und mindestens eine Schwester. Nach der Trivialschule in Heidelberg besuchte Johannes Brenz 1511 die Lateinschule in Vaihingen an der Enz. Er gewöhnte sich in der Schulzeit an, nachts zu lernen (Brenz litt lebenslang unter Schlafstörungen).
Am 13. Oktober 1514, im Alter von 15 Jahren, immatrikulierte sich Brenz an der Universität Heidelberg. Er studierte zügig; bereits am 20. Mai 1516 legte er die Bakkalaureatsprüfung ab. An der Artistenfakultät lernte er unter anderem bei Theobald Billicanus. Erhard Schnepf unterrichtete ihn in Rhetorik und Philosophie. Johannes Oekolampad war sein Mentor im Griechischen, und gemeinsam mit Oekolampad nahm er hebräischen Privatunterricht bei Matthäus Adriani. Mit dem Erlernen der „drei heiligen Sprachen“ Hebräisch, Griechisch und Latein entsprach der junge Brenz einem humanistischen Ideal. Zunehmend fand er in Humanistennetzwerken Anerkennung. Für Johannes Stöfflers Calendarium Romanum Magnum (1518) verfasste er beispielsweise ein lateinisches Lobgedicht auf Papst und Kaiser. Brenz lernte in seiner Studienzeit eine Reihe von späteren Reformatoren kennen, allerdings nicht Philipp Melanchthon, mit dem er erst beim Marburger Religionsgespräch in näheren Kontakt kam.
Im Frühjahr 1518 befasste sich Brenz mit der Vorbereitung seiner Magisterprüfung. Beim Auftritt Martin Luthers im Rahmen der Heidelberger Disputation am 26. April 1518 saß er im Publikum. Ebenso wie die Mitstudenten Martin Bucer und Martin Frecht machte er sich Notizen zum Gesprächsverlauf. Die einzige Quelle zur Heidelberger Disputation ist ein Brief Bucers an Beatus Rhenanus; ob darin die Notizen aller drei Studenten verarbeitet sind oder nur Bucers eigene Mitschrift, ist in der Forschung umstritten. Gemeinsam mit Bucer besuchte Brenz Luther anschließend in dessen Heidelberger Herberge. Später machte er sich durch das Studium von Luthers Schriften mit seiner Theologie vertraut. Brenz bewunderte Luther offenbar, versuchte aber zunächst nicht, mit ihm in Briefkontakt zu treten. Die Auswirkung der Heidelberger Disputation lässt sich bei Brenz kirchenpolitisch als „frühes Einschwenken auf die Linie Luthers“ und theologisch als Rezeption von Luthers Kreuzestheologie fassen.
Am 18. Oktober 1518 erwarb Brenz den Magistergrad und begann ein Theologiestudium, das er aber nicht zielgerichtet betrieb. Am 20. Juli 1519 wurde er Rektor der sogenannten Schwaben- oder Realistenburse, einem Wohnheim, in dem er wahrscheinlich selbst seit Studienbeginn lebte. Er unterrichtete dort Philosophie und Sprachen. Insbesondere mit seiner Auslegung des Matthäusevangeliums in der Burse machte er auf sich aufmerksam. 1520 wurde er Kanoniker an der Heidelberger Heiliggeistkirche, als Angestellter der Universität bot ihm diese Vikarie eine finanzielle Absicherung.
Wohl in Umsetzung des Wormser Edikts erließ Kurfürst Ludwig V. von der Pfalz am 20. August 1522 ein Verbot von irregulären Predigten und Vorlesungen. Die Universität teilte dies den Magistern Billicanus und Brenz mit, die aber erklärten, dass ihre Veranstaltungen öffentlich und somit regulär seien. Weitere Konsequenzen gab es für beide nicht. Kurz darauf lud der Rat der Reichsstadt Schwäbisch Hall Brenz zu einer Probepredigt (8. September 1522) ein und berief ihn anschließend als Prediger (nicht Pfarrer) auf die vakante Prädikatur an St. Michael.

### Wirken in Schwäbisch Hall (1522–1548)

#### Prädikant an St. Michael

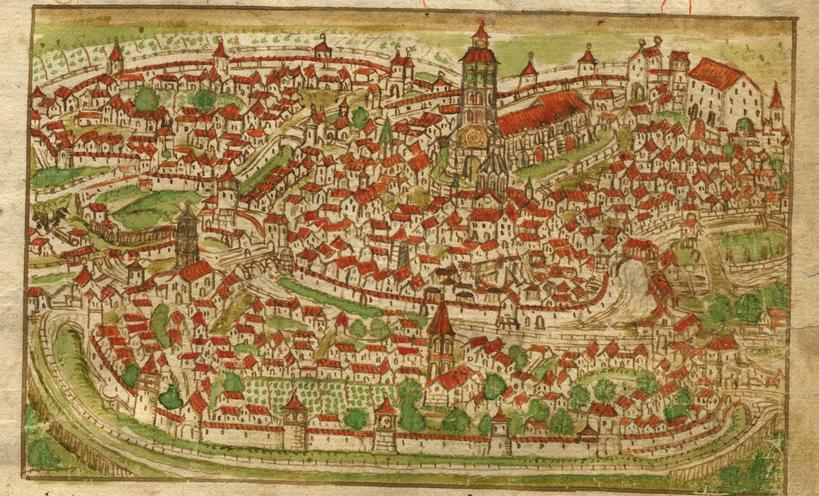
Stadtansicht von Hall um 1600 (Dötschmann-Chronik, Stadtarchiv Schwäbisch Hall)

Die Predigerstelle (Prädikatur) an St. Michael war 1502 vom Stadtrat im Zuge des Konfliktes mit dem Haller Minoritenkloster von St. Jakob neu geschaffen worden und sollte deutlich machen, dass die Bürgerschaft von den Minoriten mehr Qualität erwartete – bereits seit 1483 drängte der Stadtrat das Kloster zur Annahme der strengeren Observantenregel, hatte damit aber keinen Erfolg. Darüber hinaus hatte der Stadtrat seit 1508 das Stellenbesetzungsrecht der Pfarrstelle an St. Michael.

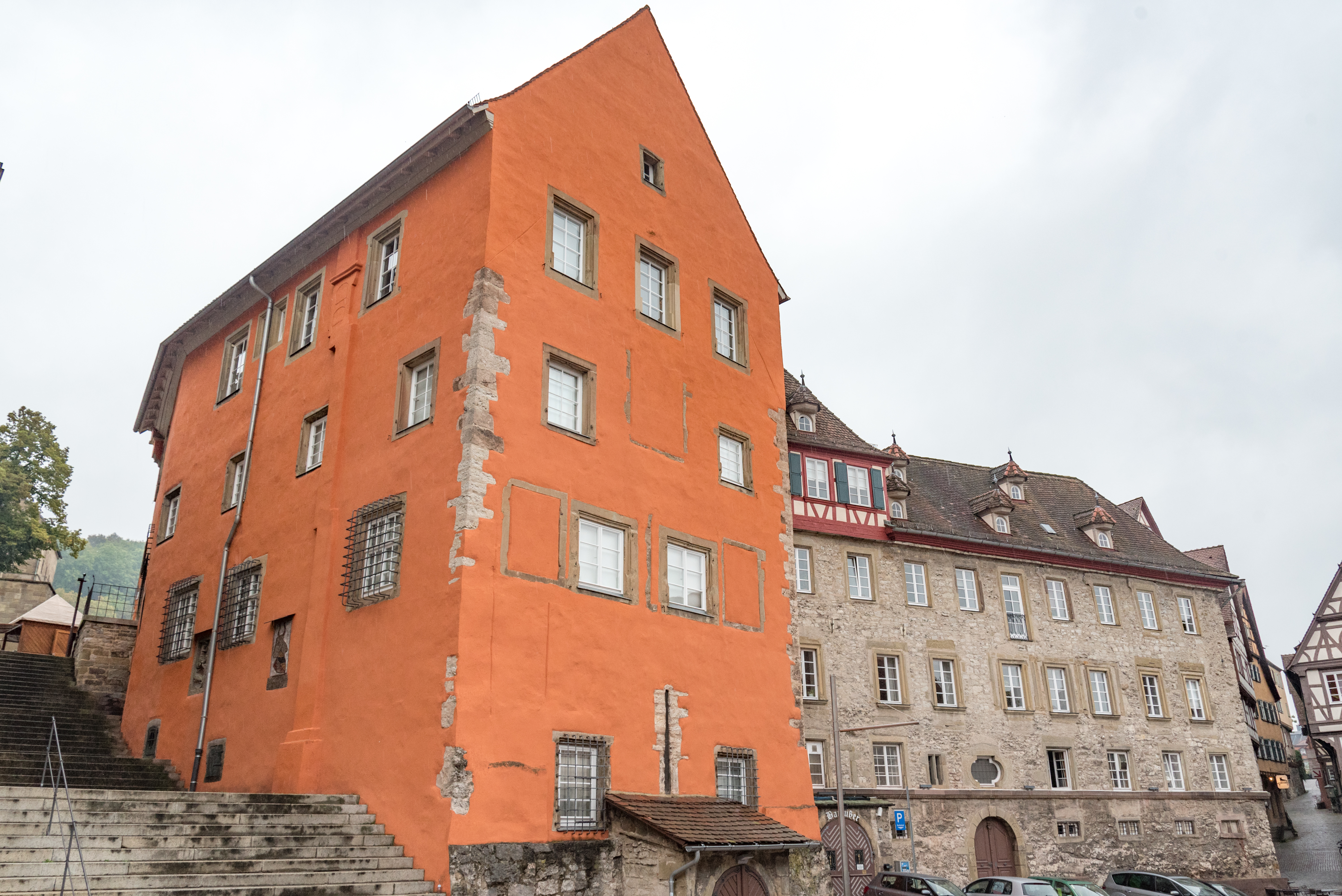
Teile des Minoritenklosters, später Lateinschule: die Häuser Am Markt 4 und 5 in Schwäbisch Hall

Als der Haller Rat Brenz die Prädikatur an St. Michael gab, war ihm wahrscheinlich bekannt, dass dieser ein Parteigänger Luthers war. Im Rat gab es sowohl Sympathisanten als auch Gegner der Reformation; dass der Rat mit der Berufung von Brenz die Stadt der Reformation zuführen wollte, ist daher unwahrscheinlich. Mit Predigten, die teilweise auch als Flugblätter gedruckt wurden, bereitete Brenz aber den Boden für Veränderungen. So predigte er am Jakobitag 1523, einem traditionellen Haller Jahrmarkttermin, gegen die Heiligenverehrung. Das Jahr 1524 brachte Neuerungen im städtischen Leben, ohne dass dies schon die Wende zugunsten der Reformation bedeutet hätte: Die Minoriten übergaben, wie der Haller Chronist Johann Herolt schrieb, ihr Kloster freiwillig (libere) dem Stadtrat. Einige Ordensleute heirateten, andere erhielten eine lebenslange Pfründe im Spital. Der Stadtrat untersagte außerdem den städtischen Klerikern den Konkubinat und forderte sie zur Eheschließung auf.
Brenz arbeitete in Hall eng mit zwei Heidelberger Studienfreunden zusammen: Johann Isenmann, seit 1523 Pfarrer an St. Michael, und Michael Gräter, seit 1521 Pfarrer an St. Katharina jenseits des Kocher, einer Kirche, deren Patronat der Abt des Klosters Murrhardt innehatte.
Nachdem er das kanonische Alter erreicht hatte, empfing Johannes Brenz 1523 oder 1524 die Priesterweihe und feierte seine Primiz daraufhin wahrscheinlich in Weil der Stadt.

Schlacht bei Gottwollshausen: links die Stadt Hall mit dem Weilertor, am rechten Bildrand die fliehenden Bauern (Dötschmann-Chronik um 1600, Stadtarchiv Schwäbisch Hall)

Der Bauernkrieg deutete sich im Winter 1524/25 mit ersten Unruhen im Raum Schwäbisch Hall an. Im April 1525 bildete sich ein bewaffneter Haufen, der mehrere Dörfer einnahm und sich auf der Weckrieder Heide versammelte, um die Stadt Hall zur Annahme der Zwölf Artikel zu drängen. Der Stadtrat hielt die Bauern hin. Mit einigen ungezielten Kanonenschüssen löste das Aufgebot der Bürgerschaft am 4. April 1525 an der Gottwollshäuser Stiege den Bauernhaufen auf. Brenz fand im Bauernkrieg zu der politischen Haltung, die er auch in den späteren Religionskonflikten vertrat: Unrecht rechtfertige keinen Aufstand; es könne für Christen geboten sein, den Gehorsam zu verweigern, dann müssten sie aber bereit sein, die Folgen zu erleiden. Auf die Politik des Stadtrats hatte Brenz im Bauernkrieg kaum Einfluss, insbesondere blieben seine Appelle zur Milde gegenüber den besiegten Bauern wirkungslos.

#### Reformationsgutachten 1526/27

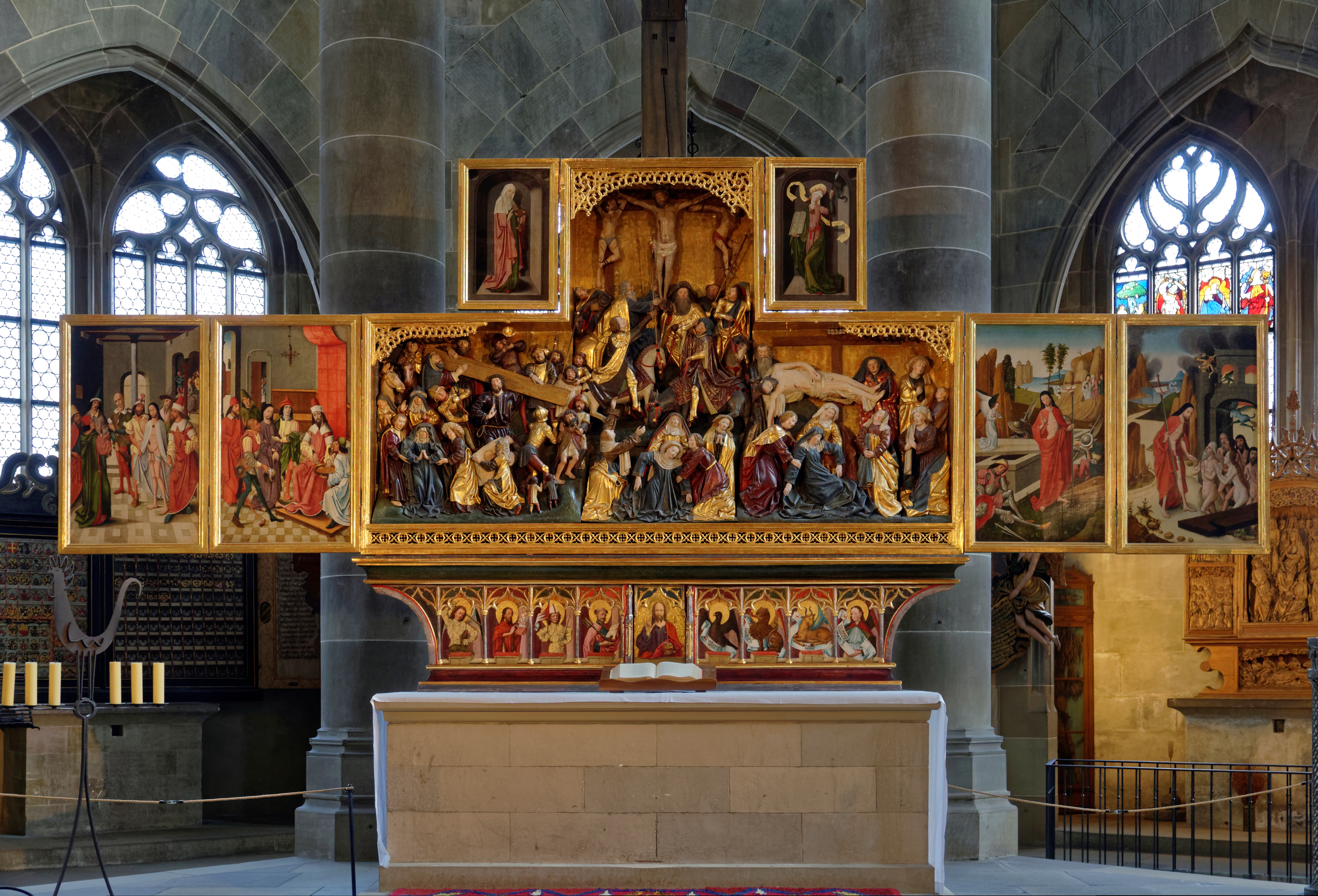
Hochaltar der Kirche St. Michael in Hall (Antwerpener Werkstatt, um 1470)

Der Speyerer Reichstagsabschied von 1526 enthielt eine Klausel, die es jedem Stand erlaubte, das Wormser Edikt so zu handhaben, „wie ein jeder solches gegen Gott, und kayserl. Majestat hoffet und vertraut zu verantworten.“ Das war für mehrere Reichsstände, die der Reformation zuneigten, wie ein Startsignal, die kirchlichen Verhältnisse umzugestalten, und so auch in der Reichsstadt Schwäbisch Hall. Brenz verfasste 1526/27 unter dem Titel Reformation der kirchen in dem hellischen Land ein Gutachten. Darin stellte er den Grundsatz auf, eine christliche Obrigkeit sei dafür verantwortlich, geeignete Rahmenbedingungen für die Seelseligkeit ihrer Untertanen zu schaffen. Daraus ergaben sich für ihn eine Reihe von praktischen Konsequenzen:
- Die reine und lautere Predigt des Evangeliums solle in allen Kirchen von Hall und Umgebung stattfinden, aber einträchtig, damit es darüber nicht zu Parteienstreit käme.
- Die Taufe solle aufgewertet werden, indem sie nach Möglichkeit (Nottaufen ausgenommen) im Gemeindegottesdienst mit der Fürbitte der Versammelten und in deutscher Sprache stattfand.
- Die bisherige Form der Messe habe Gottes Zorn erregt und müsse dringend reformiert werden. Den Altaristen solle das Messelesen untersagt werden, doch ihre Pfründen sollten sie behalten.
- Außer den Sonntagen sollten folgende Feiertage gehalten werden: alle Apostelfeste, Weihnachten mit dem Stephanstag, Neujahr, Erscheinung des Herrn, Darstellung des Herrn, Verkündigung des Herrn, Ostern (mit Ostermontag), Himmelfahrt, Pfingsten (mit Pfingstmontag), Johannistag, Mariä Heimsuchung und Maria Magdalena. An die Stelle von Fronleichnam könne ein Erntefest treten.
- Ein Gremium aus Pfarrern und Predigern sowie Delegierten des Rats solle über die Kirchenzucht wachen.
- Das Eherecht solle aus dem Kirchenrecht in den Aufgabenbereich der weltlichen Obrigkeit überführt werden.
- Talentierte Jungen gleich welcher Herkunft sollten Latein lernen und so die Grundlage für eine höhere Schulbildung erwerben. Brenz forderte auch Schulunterricht für die Mädchen, denen die Heilige Schrift ebenso gehöre wie den Männern.[27]

Wie weit dieses Reformprogramm umgesetzt wurde, ist unklar. Der Rat blieb vorsichtig und informierte sich in Nürnberg über dortige Erfahrungen mit Reformmaßnahmen. Im aufgehobenen Franziskanerkloster wurde eine Lateinschule eingerichtet. Aus dem Klostergut wurden die Lehrer besoldet, so dass das Schulgeld für Jungen und Mädchen entfiel.

#### Durchsetzung der Reformation in Stadt und Landgebiet
An Weihnachten 1526 feierte Brenz erstmals das Abendmahl unter beiderlei Gestalt. Die Messe wurde in den Haller Kirchen St. Michael und St. Katharina 1527 abgeschafft, in anderen Kirchen der Stadt (Schuppach- und Johanniterkirche) wurde sie bis 1534 in traditioneller Weise gefeiert. Brenz setzte sich dafür ein, dass in Schwäbisch Hall kein Bildersturm stattfand, so dass beispielsweise in St. Michael viele spätmittelalterliche Kunstwerke erhalten blieben.

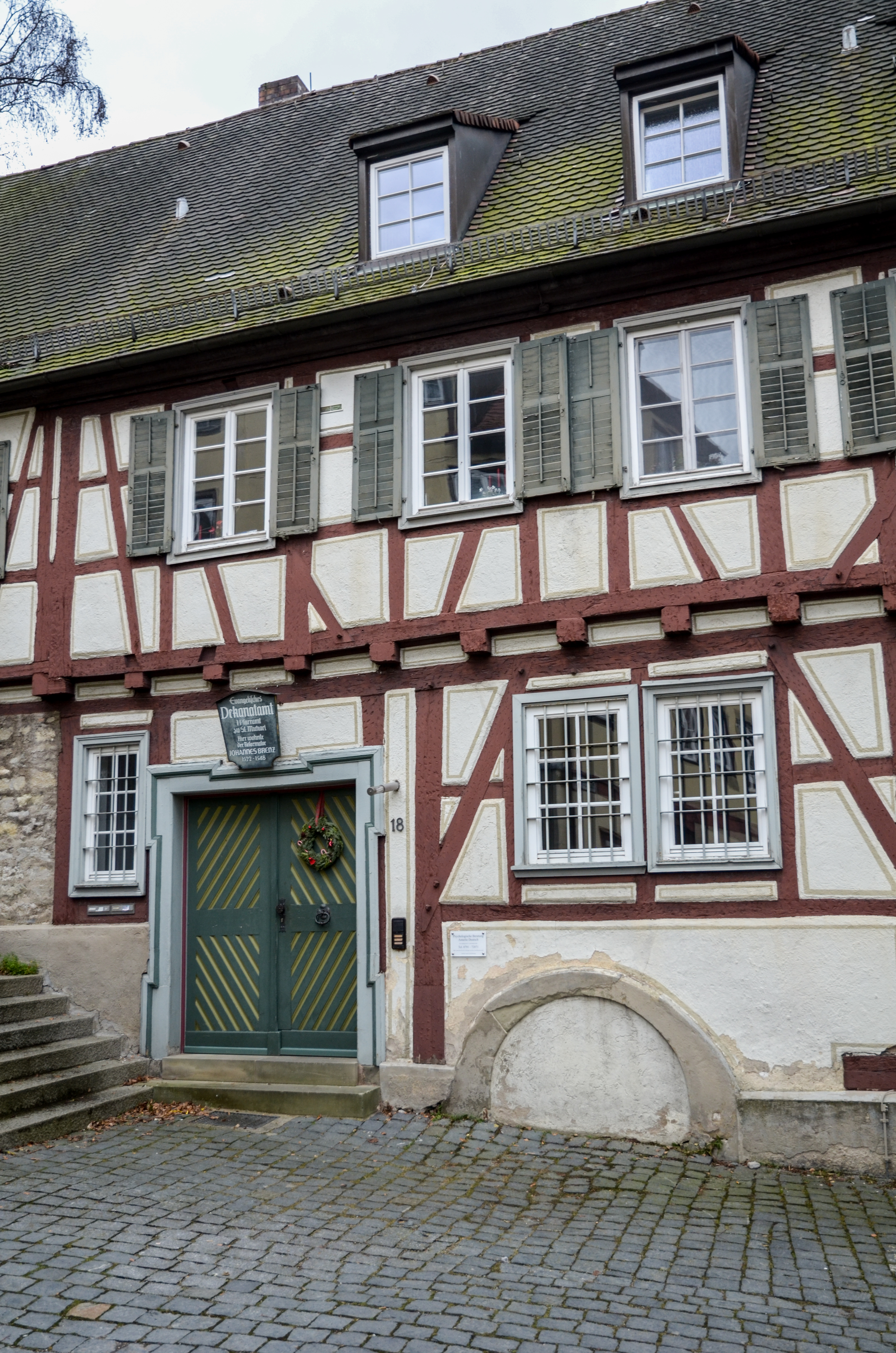
Wohnhaus der Familie Brenz in Hall (Prädikatur, Pfarrgasse 18)

Als Priester war Brenz zur Ehelosigkeit verpflichtet. Daran hielt er sich auch noch, als andere Kleriker Ende der 1520er Jahre heirateten und dadurch persönlich den Bruch mit der römisch-katholischen Kirche vollzogen. Während des Augsburger Reichstags 1530 war Brenz als zölibatärer Priester ebenso wie der Laie Philipp Melanchthon für katholische Gesprächspartner eher akzeptabel, was für die Diplomatie genutzt wurde. Nach Ende des Reichstags, im Dezember 1530, heiratete Johannes Brenz die Witwe Margarethe Gräter (1501–1548). Sie war eine Tochter des Haller Ratsherrn Caspar Gräter (1474–1552), Witwe des Haller Ratsherrn Hans Wetzel und Schwester des Pfarrers Michael Gräter von St. Katharina (* um 1495, † 1562). Durch seine Einheirat in die Familie Gräter wurde Brenz Bürger von Hall und Mitglied der Haller Oberschicht.
Die Pfarreien des Haller Landgebiets wurden größtenteils erst ab 1535 von reformatorischen Veränderungen erreicht. 1542 richtete der Stadtrat das Landkapitel neu ein, mit Johann Isermann als erstem Superintendenten. Im folgenden Jahr erschien eine von Brenz verfasste Kirchenordnung, die auf Grundlage der Confessio Augustana das kirchliche Leben für Stadt und Land gleichermaßen regelte. Sie enthält Gottesdienstordnungen und liturgische Formulare, unter anderem eine Litanei für den Türkenkrieg. Bisherige Reformprogramme Brenz’ für die Stadt Hall waren Manuskript geblieben; diese Ordnung wurde gedruckt. Das zeigt ihren offiziellen Charakter. Die Regelungen setzen das Gutachten von 1526/27 um:
- Die Taufe sollte in deutscher Sprache durch Untertauchen oder Übergießen mit Wasser vollzogen werden, die Chrisamsalbung entfiel.
- Für die Jugendlichen fand ein verbindlicher Katechismusunterricht statt.
- Die Einzelbeichte und Absolution vor dem Abendmahlsempfang blieb verbindlich. Brot und Wein wurden den Kommunikanten mit einer Spendeformel gereicht. Die Praxis des Laienkelchs machte in Hall die Anschaffung von Abendmahlskannen erforderlich, auch feierten zwei Pfarrer das Abendmahl gemeinsam – einer reichte das Brot, der andere den Kelch.
- Die liturgische Kleidung war den Kirchen nach lokalem Gebrauch freigestellt, doch sollte der Chorrock in Hall beibehalten werden.
- Die Feiertage waren die bereits 1526/27 genannten; sie waren durch Gottesdienstbesuch und Arbeitsruhe gekennzeichnet.
- Die Gemeinde war im Gottesdienst durch Gesang deutscher Lieder und Psalmen beteiligt.

Die Reformation in Schwäbisch Hall war nun zum Abschluss gelangt; der Stadtrat ernannte Brenz zum Prädikanten auf Lebenszeit mit einer Besoldung von 200 Gulden, teilweiser Steuerbefreiung und Wohnrecht in der neu erbauten Prädikatur (Foto).

### „Luthers Mann in Süddeutschland“
Im Südwesten des Reichs stießen die Einflussgebiete der Wittenberger und der Zürcher Theologie aneinander. Für Luther traf es sich günstig, dass hier mit Brenz ein Gleichgesinnter tätig war. Als „Luthers Mann in Süddeutschland“ (Martin Brecht) fiel Johannes Brenz bei den Diskussionen zwischen Anhängern Luthers und oberdeutsch-reformierten Theologen sowie bei der Vertretung des Protestantismus nach außen eine wichtige Rolle zu.

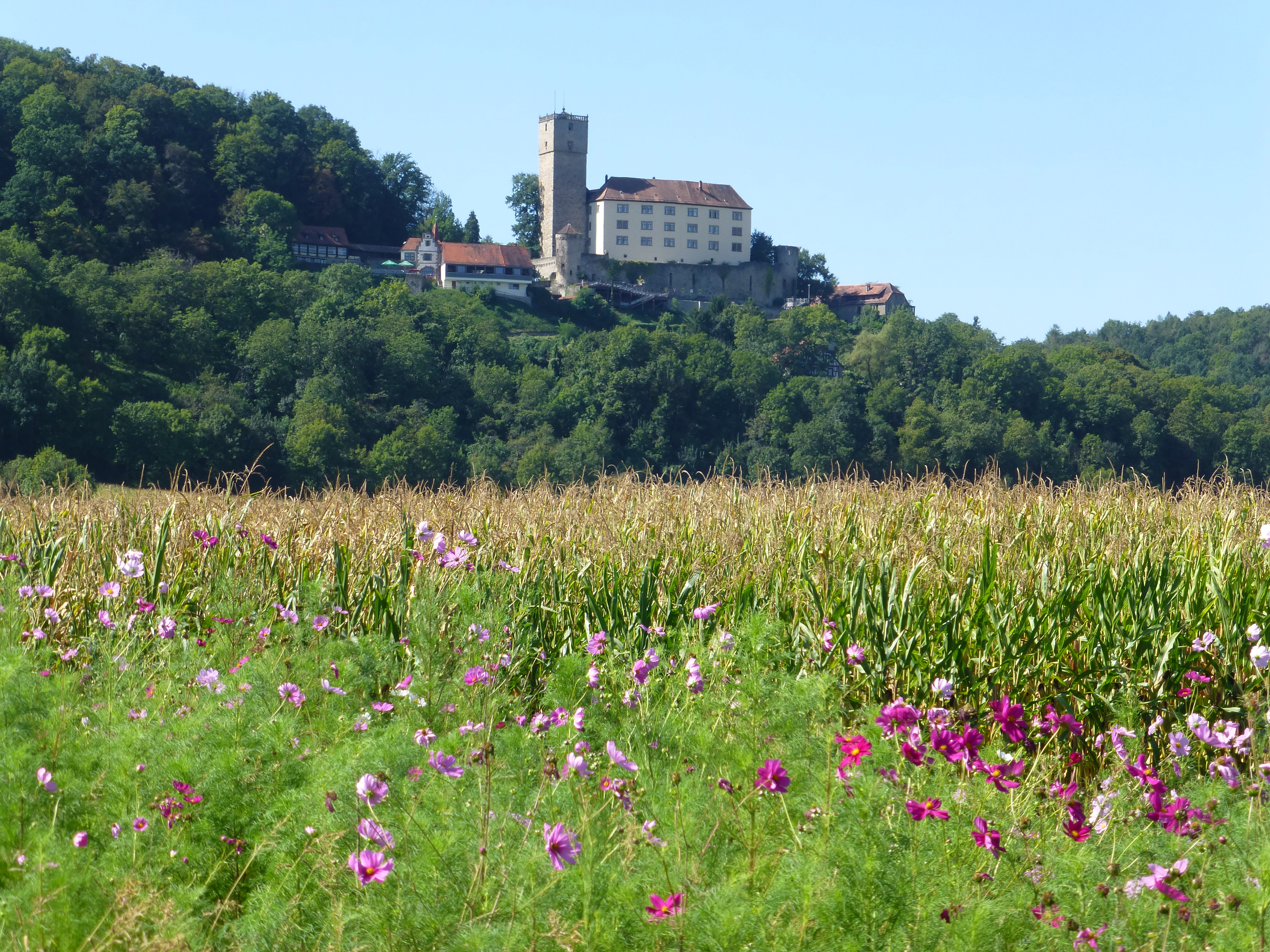
Burg Guttenberg

Im Kraichgau gab es unter den Reichsrittern frühzeitig Sympathien für die Reformation; insbesondere Dietrich von Gemmingen nahm auf seiner Burg Guttenberg Theologen auf, die wie Erhard Schnepf aus Heilbronn infolge des Wormser Edikts ihre Stelle verloren hatten. Von ihm und anderen Angehörigen des Kraichgauer Niederadels wurde Brenz als Berater und Seelsorger angefragt. Das ergab sich durch Kontakte aus Heidelberger Studienzeiten.
Das am 21. Oktober 1525 an Johannes Oekolampad übersandte Syngramma Suevicum ist eine Stellungnahme zum Abendmahlsstreit zwischen Martin Luther und Huldrych Zwingli. Hauptverfasser war Johannes Brenz; dreizehn weitere Theologen schlossen sich durch ihre Unterschrift an, darunter Johann Lachmann, Erhard Schnepf, Johann Geyling und Johann Isenmann. Oekolampad und Brenz waren in Heidelberg befreundet gewesen; dieser Kontakt endete nun, ohne dass persönliche Konflikte zwischen beiden dokumentiert wären. Im polemisch geführten literarischen Streit zwischen Wittenberg und Zürich stellte sich Brenz also an die Seite Luthers. Von Straßburg aus wurde aber weiterhin für das symbolische Abendmahlsverständnis Zwinglis geworben. Eine Beilegung des Konflikts schien noch möglich; Brenz traf sich zu diesem Zweck nach Weihnachten 1525 auf Burg Guttenberg mit Simon Grynaeus, den die Straßburger entsandt hatten. Das Gespräch blieb ergebnislos. Brenz’ Haltung in der Abendmahlsfrage war in den 1520er Jahren näher bei Oekolampad und den Straßburgern, als das Syngramma Suevicum vermuten lässt. „Brenz hatte in den zwanziger Jahren keine gefestigte Position. … Je nach Stoßrichtung [seiner damaligen Gelegenheitsschriften] wurden andere theologische Akzente gesetzt, wurde anders argumentiert.“

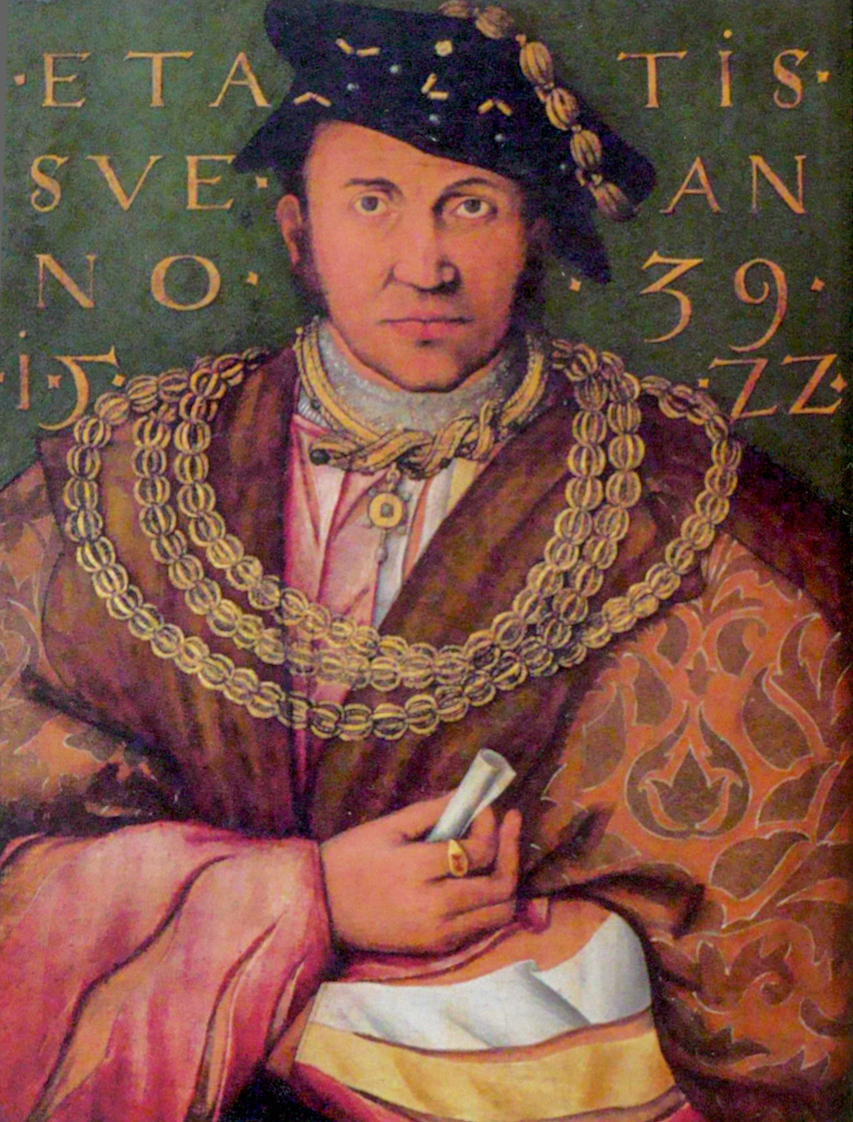
Markgraf Georg „der Fromme“ (Hans Krell 1522, Ungarisches Nationalmuseum)

Als Markgraf Georg von Brandenburg-Ansbach-Kulmbach in seinen Territorien nach 1527 die Reformation einführte, lag es nahe, dies in Abstimmung mit der benachbarten Reichsstadt Nürnberg zu tun. Die Kirchenreform brachte zwei Reichsstände zur Kooperation, die eine konfliktreiche Geschichte miteinander hatten. Brenz beriet den Markgrafen bei der Umwandlung der aufgelösten Klöster in Schulen und den Nürnberger Rat in der Frage, wie mit den Täufern umzugehen sei. Dass Brenz seit Ende der 1520er Jahre verstärkt in der Kirchenpolitik auf Reichsebene tätig war, verdankte er der guten Beziehung zum Markgrafen. Dieser sorgte 1529 dafür, dass Brenz eine Einladung zum Marburger Religionsgespräch erhielt, bei dem vergeblich eine Einigung im Abendmahlsstreit zwischen Wittenberg und Zürich gesucht wurde. Brenz hatte in Marburg weitgehend eine Beobachterrolle; seine Berichte sind eine wichtige Quelle für dieses Ereignis.
Als Mitglied der Delegation aus Brandenburg-Ansbach-Kulmbach reiste Brenz 1530 zum Augsburger Reichstag. Markgraf Georg lud ihn mit einem Schreiben vom 16. Mai 1530 dazu ein und erwirkte auch, dass der Stadtrat von Hall ihn für die Reise freistellte. Brenz traf wegen einer Erkrankung etwas später in der Reichstagsstadt ein. Dort wurde er zum engsten Mitarbeiter Philipp Melanchthons. Auch für den Augsburger Reichstag ist Brenz’ Korrespondenz eine wichtige Quelle. Für Brenz war es enttäuschend, dass sich Schwäbisch Hall den evangelischen Reichsständen 1530 in Augsburg nicht anschloss.
Als es dann um die Ausarbeitung einer gemeinsamen Kirchenordnung von Brandenburg-Ansbach-Kulmbach und Nürnberg ging, wurde Brenz nach 1531 auf Wunsch des Markgrafen laufend hinzugezogen, da die Kooperation mit den betont kaiserfreundlichen Nürnbergern aus markgräflicher Sicht kompliziert war. Brenz hatte maßgeblichen Anteil an der Kirchenordnung, die 1533 gedruckt und in der Markgrafschaft und der Reichsstadt Nürnberg gleichzeitig eingeführt wurde.
Nach dem erfolgreichen Württembergzug Philipps von Hessen und Ulrichs von Württemberg 1534 kehrte letzterer als Herzog nach Stuttgart zurück und führte in seinem Territorium die Reformation ein. Damit beauftragte er den Lutheraner Erhard Schnepf aus Marburg und den Reformierten Ambrosius Blarer aus Konstanz. Für die Erarbeitung einer Württembergischen Kirchenordnung forderte Herzog Ulrich dann aber Brenz an, da Schnepf und Blarer mit praktischen Fragen beschäftigt waren und Brenz mit der Brandenburg-Nürnbergischen Kirchenordnung bereits Erfahrungen auf diesem Gebiet vorweisen konnte. Brenz war im August/September 1535 in Stuttgart und erstellte hauptsächlich eine Gottesdienstordnung, die dem Modell des Prädikantengottesdienstes folgt, nicht der Deutschen Messe wie in Wittenberg und wie auch in Schwäbisch Hall. Aufbauend auf Vorarbeiten, die er als Prädikant in Schwäbisch Hall gemacht hatte, veröffentlichte Brenz 1535 einen Katechismus mit dem Titel Fragstück des christlichen Glaubens für die Jugend, der in Württemberg eingeführt wurde. Außerdem war Brenz an der Neuordnung des Eherechts im Herzogtum beteiligt. Ab April 1537 war er zusammen mit Joachim Camerarius gut ein Jahr mit der Reform der Universität Tübingen und dem Aufbau der dortigen evangelisch-theologischen Fakultät beschäftigt. Herzog Ulrich hätte gern Melanchthon für diese Aufgabe gewonnen; dieser war aber in Kursachsen unabkömmlich und empfahl Brenz, der auf Wunsch des Herzogs vom Stadtrat zu Hall ein Jahr beurlaubt wurde. Brenz nahm selbst eine theologische Professur wahr und legte das Buch Exodus aus, was ihm Gelegenheit bot, bei Einzelfragen, die zwischen Wittenberger und Schweizer Theologen strittig waren, den lutherischen Standpunkt zu begründen: für die Beibehaltung von Bildern in den Kirchen trotz Geltung des Bilderverbots, für liturgische Gewänder, Psalmodie und Priesterweihe, wobei letztere allerdings nicht als Sakrament verstanden wurde.
1537 beteiligte er sich am Schmalkaldischen Bundestag, ebenso an den Religionsgesprächen von Worms (1540) und Regensburg (1545/1546).

### Auf der Flucht vor Verhaftung (1548–1553)

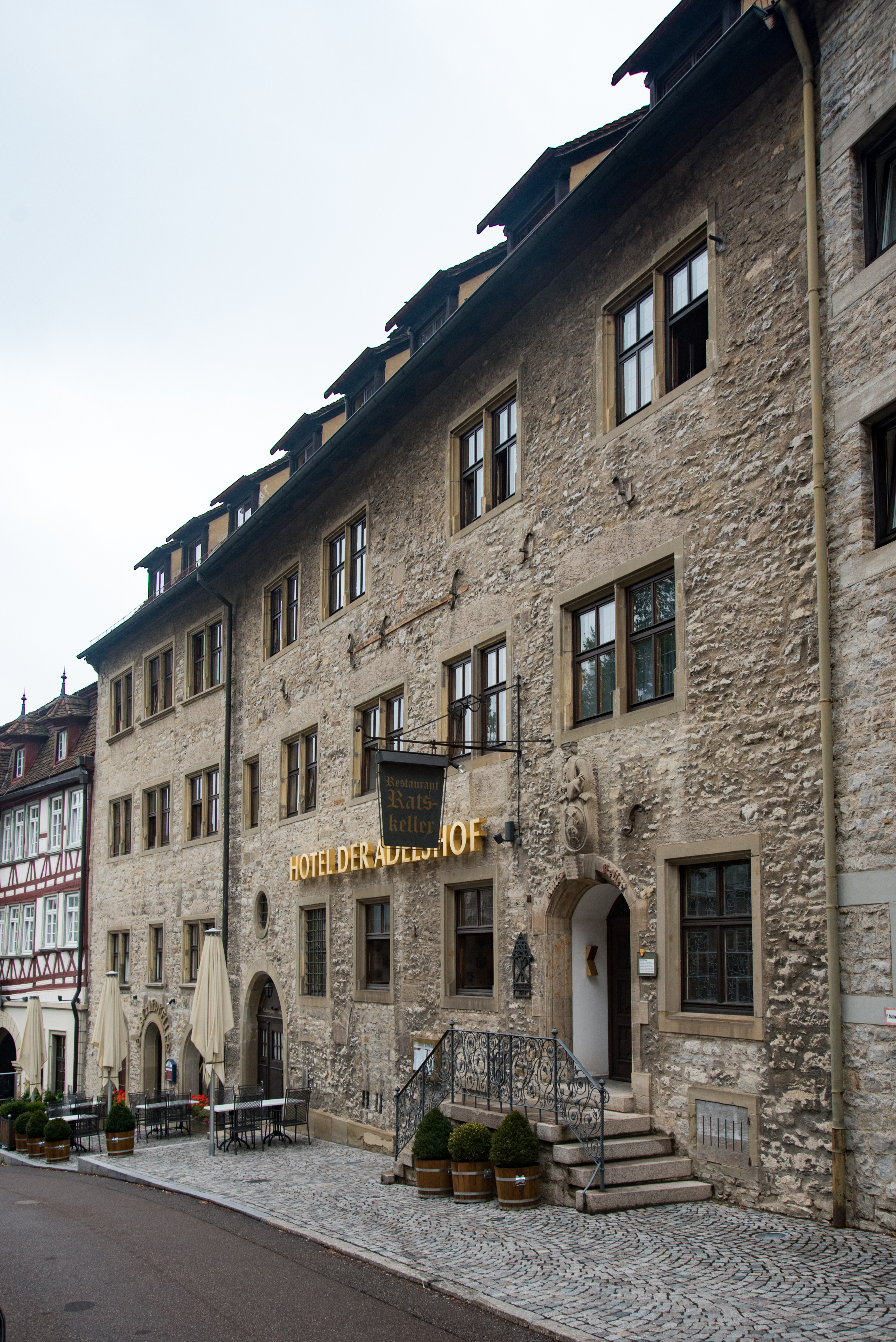
Residenz Karls V. in Schwäbisch Hall (Büschlerhaus, Am Markt 12)

Die Spannungen zwischen den im Schmalkaldischen Bund organisierten protestantischen Reichsständen (darunter die Reichsstadt Schwäbisch Hall) und Kaiser Karl V. mündeten 1546 in den Schmalkaldischen Krieg. Nach dem Scheitern des Donaufeldzugs zwang der Kaiser die süddeutschen Bundesmitglieder zur Unterwerfung. Am 16. Dezember zog Karl V. mit 20.000 Söldnern in Schwäbisch Hall ein, nahm ein Ehrengeschenk des Rats entgegen und bezog seine Residenz im Büschlerhaus, wo er Delegationen weiterer unterwerfungswilliger Stände empfing, bis er am 23. Dezember Richtung Heilbronn weiterzog. Die Haller Bevölkerung hatte die Last der Einquartierungen zu tragen.
Brenz war durch seine Publikationen als Gegner von Papst und Kaiser bekannt. Beim Einzug des Kaisers und seiner Truppen blieb er in Hall. Ein nicht erhaltener Brief von Johannes Brenz an seinen Bruder Bernhard ist die Quelle für die Überlieferung, dass Brenz eine Predigt vor Karl V. gehalten und ein Gespräch mit dem gnädig gestimmten Monarchen geführt habe. In seinen erhaltenen Schriften erwähnte Brenz diese Begegnung nicht. Er berichtete, dass spanische Söldner sein Haus plünderten. Aus einem Brief Philipps von Hessen geht hervor, dass Brenz fast ermordet worden wäre und zu seinem Schutz eine kaiserliche Leibwache erhalten habe. Als belastende Dokumente sicherstellt wurden, floh Brenz am 20. Dezember in Verkleidung aus der Stadt und hielt sich auf freiem Felde im Ansbachischen versteckt. Frau und Kinder blieben zurück. Brenz war enttäuscht, weil der Rat ihn nicht schützte, und ließ sich erst bitten, bevor er am 5. Januar 1547 wieder nach Schwäbisch Hall zurückkehrte.

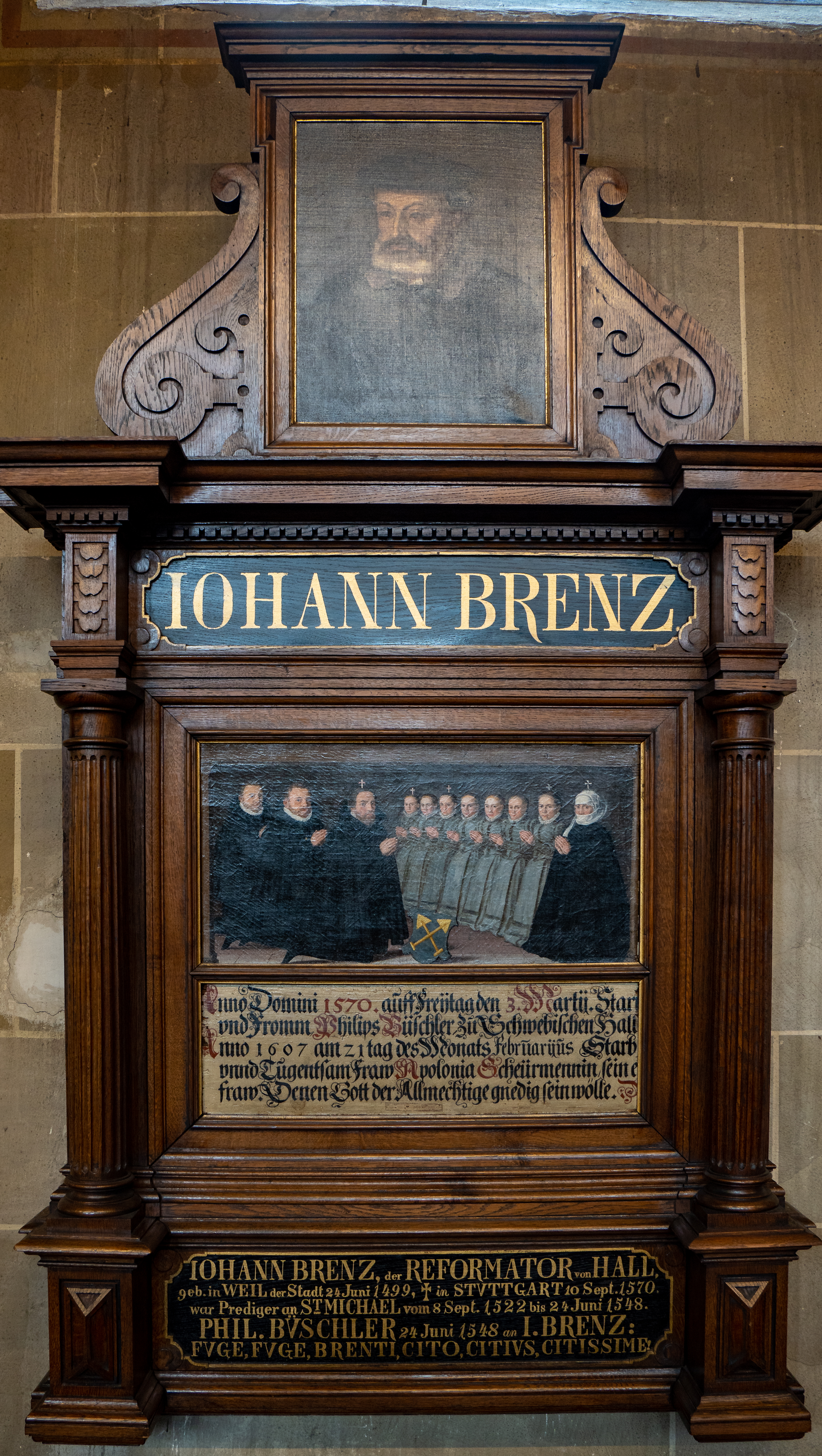
Epitaph von Philipp († 1570) und Apolonia († 1607) Büschler mit Porträt von Brenz

Mit dem Augsburger Interim (15. Mai 1548) versuchte Karl V., die Lösung der religiösen Fragen im weitgehend katholischen Sinn zu erzwingen. Brenz und Isenmann verfassten für den Rat ein Gutachten, in dem sie das Interim als „Abgötterei“ für unannehmbar erklärten und vorschlugen, eine Delegation zum Kaiser zu entsenden, die Milderungen aushandeln sollte. In anderen Gutachten riet Brenz dazu, Widersprüche im Text des Interim auszunutzen, um sich den Forderungen wenigstens teilweise zu entziehen. Der Rat schickte auch wirklich Gesandte nach Augsburg, doch als sich kaiserliche Truppen Schwäbisch Hall näherten, beeilte man sich, das Interim anzunehmen, um eine Einquartierung zu verhindern. Das Gutachten von Brenz und Isenmann zirkulierte unterdessen auf dem Augsburger Reichstag, und der Kanzler Nicolas Perrenot de Granvelle erhielt davon Kenntnis. Er ließ zwei Städteboten aus Schwäbisch Hall als Bürgen festsetzen und schickte den dritten nach Hall zurück mit dem Auftrag, Brenz gefesselt nach Augsburg zu bringen. Dank einer anonymen Warnung entging Brenz knapp der Verhaftung und floh am 24. Juni 1548 endgültig aus Schwäbisch Hall. Der 1570 verstorbene Philipp Büschler rühmte sich auf seinem Epitaph in St. Michael, Brenz mit den Worten Fuge, fuge, Brenti, cito, citius, citissime („Flieh, flieh, Brenz, schnell, schneller, am schnellsten“) gewarnt zu haben. Brenz’ schwer tuberkulosekranke Ehefrau Margarethe begleitete ihren Mann mit den Kindern, um im Württembergischen Zuflucht zu suchen. Im September 1548 kehrte sie aber zu ihrer Familie nach Hall zurück und starb dort am 18. November 1548.

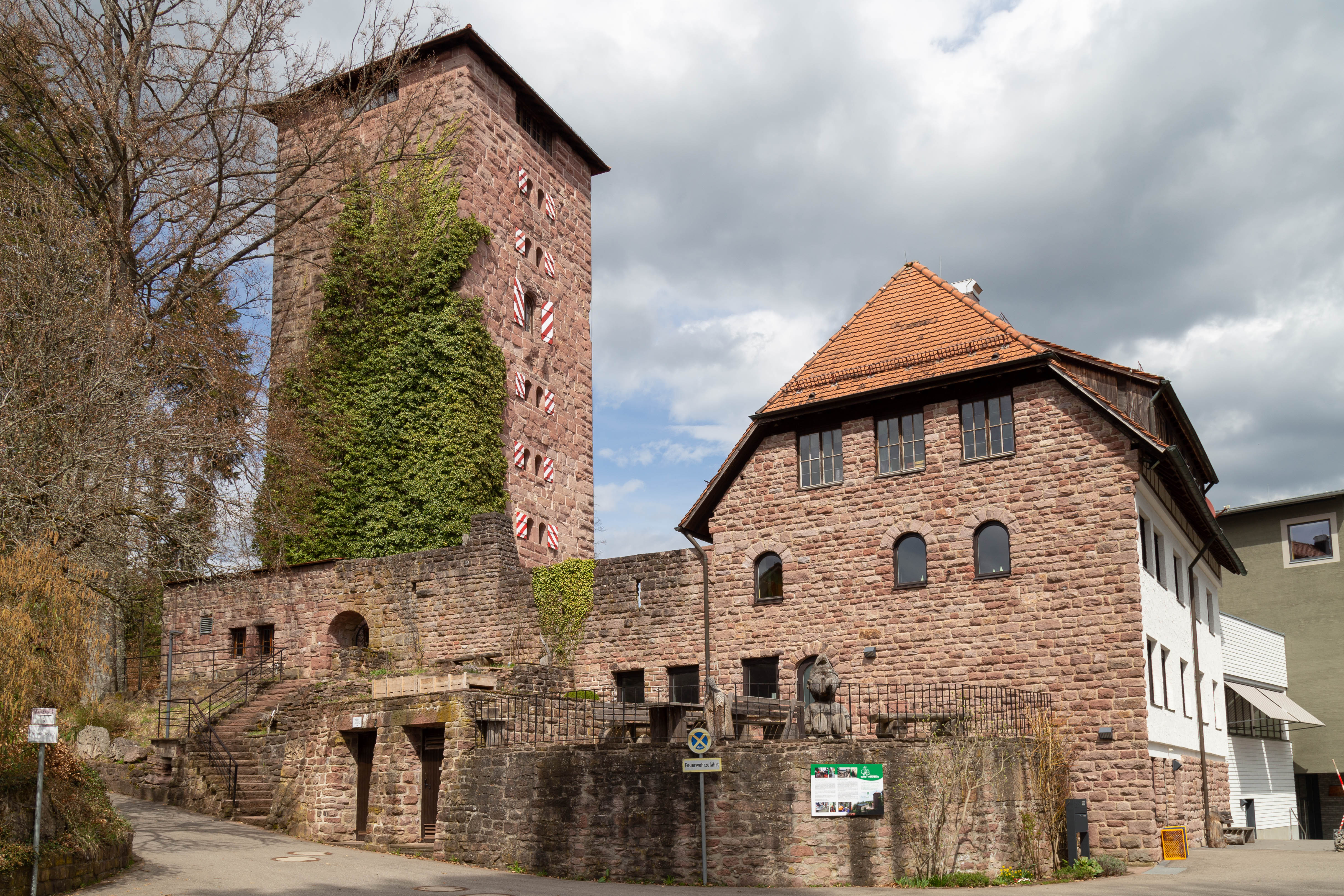
Burg Hornberg

Johannes Brenz entging der Verhaftung und führte fünf Jahre ein Wanderleben. In Württemberg schützte ihn Herzog Ulrich, forderte aber von Brenz die Zusicherung, im Winter 1548/49 keine Anstellung von anderer Seite anzunehmen. Aus seinen Verstecken meldete sich Brenz mehrfach brieflich bei dem Nürnberger Veit Dietrich; aus Sicherheitsgründen deutete er seinen Aufenthaltsort nur an. Anscheinend hatte Ulrich vorgehabt, Brenz auf Burg Wirtemberg unterzubringen, ihn dann aber auf Burg Hohenwittlingen bei Urach bringen lassen. Über Straßburg reiste Brenz in die Grafschaft Mömpelgard (Montbéliard), die von Christoph von Württemberg verwaltet wurde, und weiter nach Basel, wo er den Stadtrat um zeitweilige Aufnahme bat. Hier erhielt er die Nachricht vom Tod seiner Frau. Im Frühjahr 1549 kehrte er über Straßburg nach Württemberg zurück, wo er seinen Aufenthaltsort nun häufig wechselte, so dass nur einige Stationen bekannt sind: am württembergischen Hof in Urach (21. Juli 1549), in Mömpelgard (Dezember 1549), dann von Herbst 1549 bis Frühjahr 1551, zeitweise zusammen mit seinen Kindern, als angeblicher Vogt auf der teilweise ruinösen und einsam gelegenen Burg Hornberg. Von dort aus unternahm er Ausflüge, so nach Mägerkingen, wo er Vorbereitungen für seine zweite Eheschließung traf. Er heiratete am 7. September 1550 in Dettingen an der Erms Katharina Isenmann, eine Nichte des Haller Superintendenten Johann Isenmann. Die nächsten Stationen waren Sindelfingen und Ehningen bei Böblingen.

### Konzil von Trient
Herzog Christoph von Württemberg trat nach dem Tod seines Vaters (6. November 1550) ein schwieriges Erbe an. Ulrich von Württemberg hatte durch die Teilnahme am Schmalkaldischen Krieg auf protestantischer Seite seinen Lehnseid gegenüber König Ferdinand gebrochen. Nun wurde juristisch geprüft, ob Ferdinand das württembergische Lehen einziehen könne. Im Land stand eine spanische Besatzung, die den Handlungsraum Christophs zusätzlich einschränkte. Der Reichsabschied vom 13. Februar 1551 verpflichtete die protestantischen Stände, das Konzil von Trient zu beschicken. Christoph konnte sich dem nicht verweigern. Brenz reiste mehrfach nach Stuttgart, wahrscheinlich um die württembergische Stellungnahme für das Konzil auszuarbeiten, obwohl er noch keine feste Anstellung am herzoglichen Hof hatte. Dieses württembergische Bekenntnis (Confessio Virtembergica) wurde vorsichtig mit entsprechenden Texten aus anderen evangelischen Reichsständen abgestimmt – der Eindruck, dass die Mitglieder des Schmalkaldischen Bundes nach dessen Zerschlagung konspirierten, musste vermieden werden. Dabei wurde die Übereinstimmung der Confessio Virtembergica mit der Confessio Saxonica, dem von Melanchthon verfassten kursächsischen Bekenntnis, festgestellt.
Kursachsen, Württemberg und Straßburg sondierten im Winter 1551/52 in Trient, ob die Sicherheit der Konzilsdelegationen gewährleistet sei. Diese waren seitens der katholischen Konzilsteilnehmer unerwünscht, aber auf kaiserlichen Druck zugestanden. An den offiziellen Verhandlungen konnten sie nicht teilnehmen. Von protestantischer Seite aus galt das Konzil als unfrei und gottlos; man war dort gleichfalls nur auf kaiserlichen Druck und versuchte es so einzurichten, dass man sich nur an den kaiserlichen Orator (Bevollmächtigten) wandte – um nicht implizit die Legitimität des Konzils anzuerkennen. Dies waren die Rahmenbedingungen, unter denen die württembergische Delegation am 7. März 1552 aus Tübingen aufbrach: Johannes Brenz, Jacob Beurlin aus Tübingen, Jacob Heerbrand aus Herrenberg und Valentin Vannius aus Cannstatt. Sie reisten zusammen mit zwei Straßburger Theologen, kamen am 18. März in Trient an und sollten am Folgetag ihr Bekenntnis, das am 24. Januar übergeben worden war, auf dem Konzil erläutern. Doch die Sitzung wurde abgesagt. Drei Wochen verbrachten sie in der Konzilsstadt, wo Nachrichten über den erfolgreichen Fürstenaufstand die Teilnehmer zur Abreise veranlassten. Angebote von katholischer Seite, privat ins Gespräch zu kommen, schlug Brenz unterdessen aus. Am 8. April trat die Württemberger Gruppe die Rückreise an und traf am 17. April wieder in Tübingen ein. Brenz verfasste über seine Mission in Trient einen Bericht: Ordentliche beschreibung derer ding, so im namen des Durchleuchtigen Fürsten und Herrn, Herrn Christofffen Hertzog zu Wirtemberg … auff dem Concilio zu Triendt durch seine gesandten gehandelt seindt. Er sah einen positiven Ertrag der Reise darin, dass sich der Handlungsraum Herzog Christophs dadurch vergrößerte: Er hatte sein Bekenntnis wie gefordert übergeben; eine Antwort des Konzils war ihm zugesagt worden (sie erfolgte nie). Damit sah sich Christoph berechtigt, die Confessio Virtembergica in Württemberg verbindlich einzuführen.

### Brenz als Organisator der württembergischen Landeskirche (1553–1570)

#### Bestallung als Stiftspropst

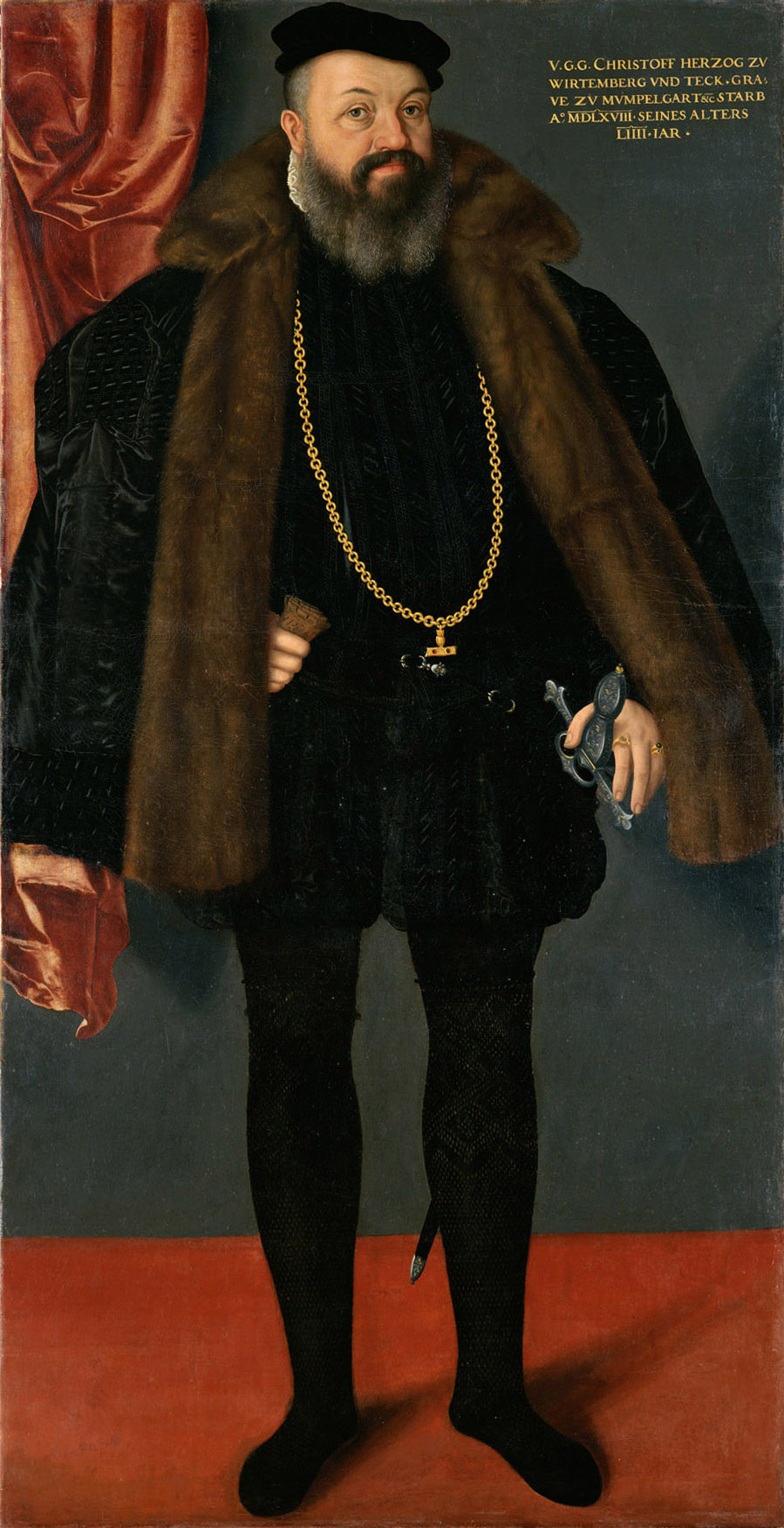
Christoph von Württemberg in spanischer Tracht (Abraham B. Hel zugeschrieben, 16. Jahrhundert, Kunsthistorisches Museum Wien)

Zum 10. Januar 1553 verlieh der Herzog Brenz das Amt des Stiftspropstes von Stuttgart. Die Nachbarschaft zur herzoglichen Residenz war Programm: Bereits die Mitglieder des vorreformatorischen Stuttgarter Stiftskapitels hatten Aufgaben in der Landesregierung und -verwaltung übernommen. Brenz wohnte zwischenzeitlich in Tübingen, zog im September 1554 nach Stuttgart und führte den Titel Propst erst nach Ausstellung seiner Bestallungsurkunde (24. September 1554). Seine Dienstwohnung war die Propstei (Stiftsstr. 9); in der herzoglichen Kanzlei hatte er ein Amtszimmer und damit steten Zugang zum Herzog, mit dem er eng kooperierte. Als herzoglicher Rat erhielt er jährlich 150 Gulden, zuzüglich zu den 200 Gulden Gehalt als Stiftspropst. Beide Stellen waren mit Naturalienleistungen verbunden. Außerdem schenkte Herzog Christoph ihm für bisherige Dienste aus dem säkularisierten Kirchengut Grundbesitz in Altbulach. Damit waren Brenz’ wesentlich jüngere zweite Frau Katharina und die zahlreichen Kinder aus beiden Ehen im Fall seines Todes abgesichert. Auf dem Brenzenhof in Altbulach pflegte Brenz jedes Jahr im Sommer einige Zeit mit Kindern und Enkeln zuzubringen. 1561 belehnte ihn der Herzog zusätzlich mit dem Schlossgut Fautsberg nahe Bad Wildbad-Aichelberg.
In der Stiftskirche Stuttgart predigte Brenz an Sonn- und Feiertagen. Unter der Woche legte er die Fünf Bücher Mose und das Buch Josua in (schwach besuchten) Predigtreihen kontinuierlich aus, sofern er nicht auf Dienstreise war. Vorrangig war Brenz damit beschäftigt, der württembergischen Landeskirche eine organisatorische Form zu geben. Er beseitigte Elemente synodaler Selbstverwaltung, die es in der Kirchenordnung von 1547 gegeben hatte, und ersetzte sie durch eine hierarchische, stark zentralistische Struktur. An der Spitze der Landeskirche stand der Herzog. Die Kirchenleitung, eine Regierungsbehörde neben Rentkammer und Oberrat, bestand aus einer „weltlichen Bank“ unter dem Landhofmeister (Balthasar von Gültlingen) und einer „geistlichen Bank“ unter dem Stiftspropst (Brenz). Erstere war für Verwaltungs-, letztere für Personalangelegenheiten zuständig. Zum Synodus gehörten außer der Kirchenleitung die vier Generalsuperintendenten (Prälaten) von Adelberg, Lorch, Bebenhausen und Maulbronn, denen die Spezialsuperintendenten (Dekane) unterstanden. Ein System regelmäßiger Visitationen sorgte dafür, dass die Kirchenleitung über Vorgänge in einzelnen Pfarrgemeinden gut im Bilde war. Das Thema Kirchenzucht zeigt, wie der Zentralismus gegen lokale Widerstände durchgesetzt wurde: der Nürtinger Pfarrer Kaspar Lyser forderte 1554 das Recht, Gemeindeglieder, die offensichtlich gegen christlichen Normen verstießen, vom Abendmahl auszuschließen, und wurde dabei vom Göppinger Spezialsuperintendenten Jakob Andreae unterstützt. Brenz lehnte ab, und der Herzog entschied im Sinne von Brenz. Ortspfarrer erhielten nur das Recht, Gemeindeglieder vor dem Kommunionsempfang abzumahnen.

#### Klosterordnung 1556
Zu Brenz’ Aufgaben gehörte die Neuordnung des Klosterlebens, wodurch die für Württemberg charakteristischen Klosterschulen entstanden. Herzog Ulrich hatte in den Klöstern für die Reformation werben lassen und den Austrittswilligen finanzielle Anreize geboten. Als aber die meisten Mönche der monastischen Lebensform treu blieben, ließ Ulrich sie 1536 des Landes verweisen. Die Äbte blieben zurück und hatten das Klostergut im herzoglichen Auftrag zu verwalten. Vom Interim 1548 bis zum Augsburger Religionsfrieden 1555 lebten die württembergischen Klöster noch einmal auf. Dann erließ Herzog Christoph die von Brenz verfasste Klosterordnung vom 9. Januar 1556: Zweck der Klöster war demnach die Ausbildung des evangelischen Pfarrernachwuchses. Dazu brauchte man nur die 14 großen Männerklöster, alle übrigen Klöster wurden geschlossen. Das Zusammenleben der Klosterschüler trug mit Tagzeitengebeten, Psalmengesang und Kleiderordnung stark monastische Züge, umso mehr, als katholische Mönche, teilweise mit eigenem Abt, in den Klöstern weiterlebten, so dass es zeitweise zwei Gemeinschaften im gleichen Gebäudekomplex gab. Die Klostervorsteher trugen den Titel Prälaten, vier von ihnen waren als Generalsuperintendenten in die Kirchenleitung eingebunden. Im Vergleich der evangelischen Territorien war die württembergische Klosterordnung konservativ.

#### Große württembergische Kirchenordnung 1559
Die einzelnen Reformmaßnahmen bündelte die 1559 in Tübingen gedruckte Große württembergische Kirchenordnung (Summarischer und einfältiger Begriff/ wie es mit der Lehre und Ceremonien in den Kirchen unsers Fürstenthumbs/ … gehalten und volzogen werden solle), in der sowohl die organisatorischen als auch die theologischen Grundlagen der Evangelischen Kirche Württembergs festgeschrieben wurden. 19 Einzelordnungen wurden damit zusammengefasst:
- Confessio Virtembergica (1552) als Wiederholung der Confessio Augustana (1530),
- Gottesdienstordnung und Katechismus (1553),
- Theologenausbildung und Pfarrerdienstrecht,
- Eheordnung (an dieser Stelle, da traditionell als Teil des Kirchenrechts verstanden),
- Schulwesen,
- Sozialwesen mit Armenfürsorge,
- Kirchenzucht mit Visitationsordnung,
- Kirchenverwaltung und Aufgabenbeschreibung des Kirchenrats.

Die Entstehungsgeschichte dieses Textkorpus ist nicht im Einzelnen bekannt. Damit war ein Gremium befasst, zu dem neben Brenz auch Valentin Vannius, Sebastian Hornmold, Kaspar Wild und weitere Juristen und Theologen gehörten. Die Große Kirchenordnung wurde flankiert von weiteren Gesetzeswerken, die das Landrecht und die Maße und Gewichte vereinheitlichten.

#### Großer Stuttgarter Landtag 1565
Die Besonderheit des Landtags von 1565 besteht darin, dass die evangelischen Prälaten als Vorsteher der großen Landklöster und teilweise zugleich Mitglieder des Synodus der württembergischen Landeskirche hier erstmals ihr politisches Gewicht einbrachten. Denn traditionell übernahmen Württembergs 14 große Landklöster ein Drittel der Steuerlast. Herzog Christoph war hoch verschuldet, als er 1565 den Landtag einberief. Unter dem Einfluss der Prälaten forderte der Landtag für die Steuerbewilligung Gegenleistungen, vor allem die schriftliche Zusicherung, beim Augsburger Bekenntnis zu bleiben und die Klosterschulen sowie das Tübinger Stift in bisheriger Form weiterzuführen. Christophs ältester Sohn, Erbprinz Eberhard (1545–1568) war bekanntermaßen alkoholkrank und weniger kirchlich als sein Vater. Die konfessionelle Neuorientierung der Kurpfalz (Heidelberger Katechismus 1563) stand dem Landtag vor Augen. Er forderte ein Widerstandsrecht gegen einen möglichen künftigen Konfessionswechsel des Herrschers. Christoph bot nur an, die Wünsche des Landtags in seinem Testament zu berücksichtigen. Brenz vermittelte einen Kompromiss, der in den Landtagsabschied einging.

#### Letzte Lebensjahre, Tod und Beisetzung in der Stuttgarter Stiftskirche

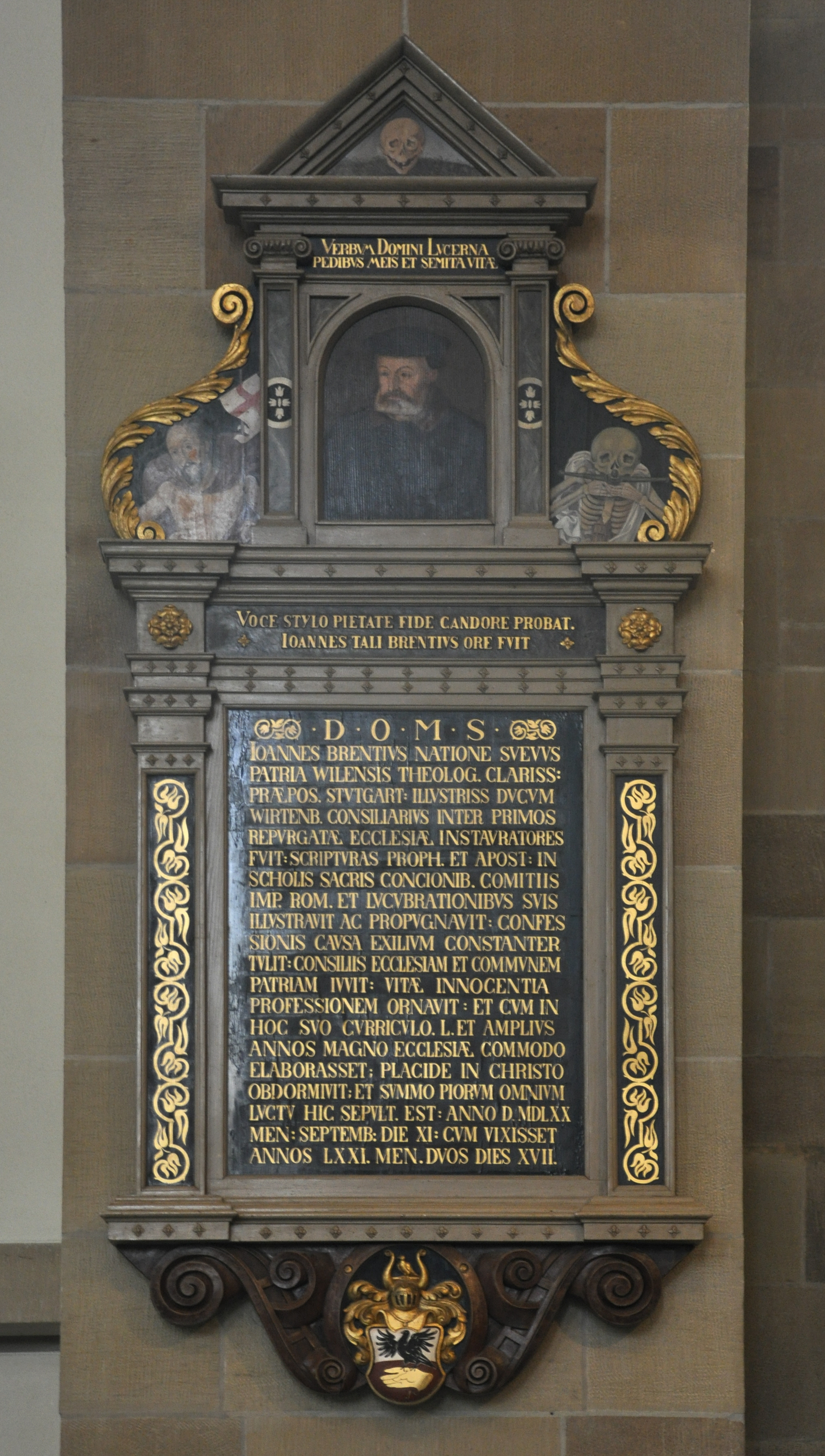
Epitaph für Johannes Brenz in der Stiftskirche Stuttgart

1566 verfasste Johannes Brenz sein Testament. Dies gab ihm Gelegenheit, seine Biographie und die für ihn wichtigen Themen zusammenfassend darzustellen.
Brenz litt an Hyperostose. Dies wurde bei Untersuchung seines Schädels festgestellt. Die typischen neurologischen Ausfallerscheinungen sind auch für Johannes Brenz überliefert. Ende 1569 erlitt er einen Schlaganfall, von dem er sich zunächst erholte. Mitte August 1570 kam eine fiebrige Erkrankung hinzu, daraufhin verschlechterte sich sein Zustand schnell. Am 11. September verstarb der mit 71 Jahren (für die damalige Zeit) hochbetagte Johannes Brenz in Stuttgart. Er wurde am 12. September in der Stuttgarter Stiftskirche auf eigenen Wunsch am Fuß der Kanzel beigesetzt. Die Leichenpredigt hielt Wilhelm Bidembach. Die lateinische Gedächtnisrede hielt Jacob Heerbrand eine Woche später in Tübingen; sie enthält viele biografische Informationen. In der Stuttgarter Stiftskirche befindet sich seit 1584 ein Epitaph mit dem Porträt von Johannes Brenz, das von Jonathan Sauter aus Ulm geschaffen wurde. (Dieses Porträt ist als Original erhalten; der Rest des Epitaphs wurde nach Kriegszerstörung 1950 neu angefertigt.)
1637 wurde Brenz’ Grabstätte geöffnet und (im Zeichen der Gegenreformation) der Leichnam des an der Pest verstorbenen Jesuitenpredigers Eusebius Reeb hier beigesetzt. Bei einer Nachuntersuchung 1886 schien es, als seien Brenz’ Gebeine bei Reebs Beisetzung entfernt worden. Doch als man 1908 eine Heizungsanlage einbaute, fand man zwei Skelette. Diese wurden gemeinsam in einer mit Zinkblech verkleideten Holzkiste beigesetzt.
Nach der Zerstörung der Kirche im Zweiten Weltkrieg zog sich der Wiederaufbau der Stiftskirche über Jahre hin. Die blechverkleidete Kiste mit den Gebeinen wurde 1955 zugelötet und am Fuß der heutigen Kanzel beigesetzt. Ein Bagger beschädigte bei Restaurierungsarbeiten im Jahr 2000 dieses Behältnis so stark, dass man eine Öffnung und anthropologische Untersuchung beschloss. Die Kiste enthielt Gebeine von mindestens vier Individuen, die Untersuchung konzentrierte sich auf die Schädel zweier älterer Männer. Aufgrund des Vergleichs der anatomischen Merkmale mit Sautters Brenz-Porträt gelang es Joachim Wahl, den Schädel des Reformators zu identifizieren.

## Familie

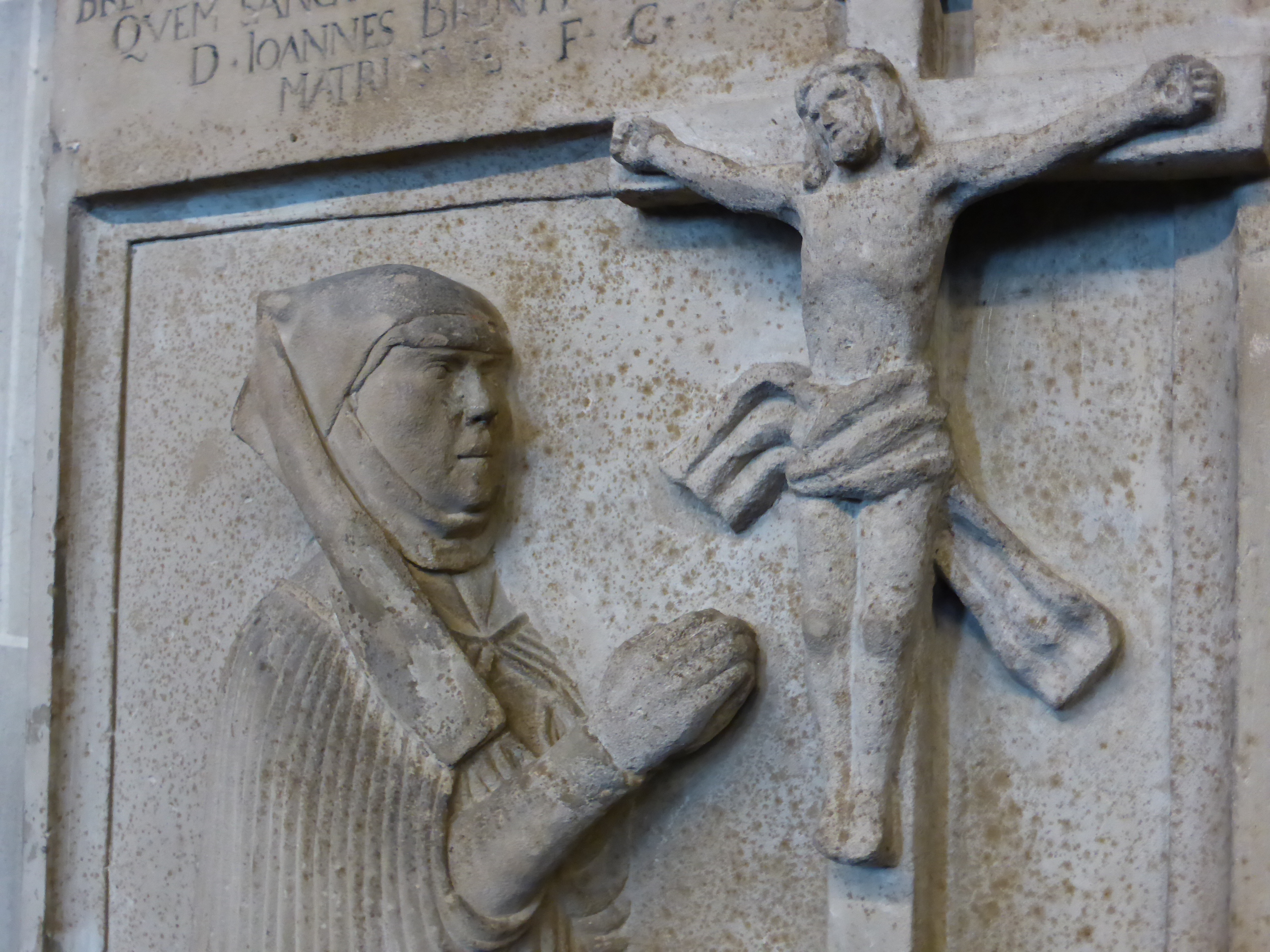
Epitaph von Margarethe Brenz geb. Gräter († 1548) in St. Michael

Brenz heiratete im Dezember 1530 in Schwäbisch Hall die Witwe Margarethe Gräter (1501–1548). Die Eheleute hatten sechs gemeinsame Kinder:
1. Barbara (1532–1572) ⚭ Dietrich Schnepf (Epitaph in der Stiftskirche Tübingen);
2. Katharina, jung verstorben;
3. Sophia (1535–1597) ⚭ Eberhard Bidembach;
4. Agathe, jung verstorben;
5. Rebekka, jung verstorben;
6. Johannes (1539–1596) ⚭ Barbara Rösch.

Das Epitaph von Margarethe Brenz befindet sich heute in St. Michael zu Schwäbisch Hall. Es wurde von Johannes Brenz junior in Auftrag gegeben und war ursprünglich in eine Nische der Außenwand dieser Kirche eingelassen.
Am 7. September 1550 heiratete Brenz in Dettingen an der Erms Katharina Isenmann (Eisenmenger) (um 1532–1587). In dieser zweiten Ehe wurden zwölf Kinder geboren:
1. Katharina (um 1552–1579) ⚭ I. Jakob Gering und ⚭ II. Johann Hettler;
2. Agathe (1554–1599) ⚭ I. Thomas Spindler und ⚭ II. 1586 Matthias Hafenreffer;
3. Joseph (1555–1586), Stadtarzt in Schwäbisch Hall ⚭ Anna Hiller;
4. Matthäus, jung verstorben;
5. Philippus, jung verstorben;
6. Katharina, ein früh verstorbenes Zwillingskind;
7. Justina, ein früh verstorbenes Zwillingskind;
8. Margarethe (* um 1562) ⚭ Joachim Molitor;
9. ein früh verstorbenes Kind;
10. Euphrosyne (* 1565) ⚭ Ludwig Weickersreutter;
11. Judith (* 1566) ⚭ Martin Schmid, Stadtschreiber in Wildberg;
12. Anna Maria (* 1568).

Johannes Brenz hatte 18, nach anderen Quellen 19 Kinder und mindestens 50 Enkel. Unter diesen Enkeln bzw. deren Ehepartnern waren 12 Theologen und 18 Ärzte, Juristen oder Beamte. Die Brenz-Nachkommenschaft „integrierte sich weithin in der württembergischen Ehrbarkeit.“ Unter den späteren Nachkommen sind einige bekannte Namen: Johann Albrecht Bengel, Dietrich Bonhoeffer, Bertolt Brecht, Karl von Gerok, Wilhelm Hauff, Carl Friedrich Haug, Georg Wilhelm Friedrich Hegel, Hermann Hesse, Ernst Kretschmer, Robert von Mohl, Johann Jacob Moser, Friedrich Christoph Oetinger, Friedrich Silcher, Patrick Süskind, Ludwig Uhland, Carl Friedrich von Weizsäcker, Richard von Weizsäcker, Ottilie Wildermuth.

## Werk
„In aller Vorläufigkeit kann man Brenzens Stellung unter den Reformatoren so bestimmen: Unter den lutherischen Theologen dürfte er nach Melanchthon der bedeutendste gewesen sein. Als Kirchenorganisator ist er Bugenhagen zur Seite zu stellen. Bucers Einfluß mag zeitweise stärker und breiter gewesen sein, war jedoch nicht so dauerhaft wie der von Brenz,“ urteilt Martin Brecht.

### Bibelkommentare
Als Prädikant hatte Brenz in Schwäbisch Hall an Sonntagen die Evangelien- und Epistellesungen auszulegen, unter der Woche kommentierte er biblische Bücher fortlaufend; gelegentlich gab es auch Themapredigten. Im Lauf der Jahre verfasste Brenz als Frucht seiner Predigtstudien ein umfangreiches exegetisches Werk in lateinischer Sprache zu den meisten biblischen Büchern. Brenz kommentierte das Evangelium nach Johannes und den Brief des Paulus an die Römer besonders ausführlich, die Offenbarung des Johannes dagegen nicht. Die Bibelkommentare sind bei Brenz durchzogen von Stellungnahmen zu aktuellen Streitfragen. So ging er, wenn er jüdische Ritualgesetze in den Fünf Büchern Mose erörterte, immer wieder auf die Herleitung des römisch-katholischen Kultus aus diesen Ritualgesetzen ein, und bestritt diese. Der Jesajakommentar ist in düsteren Farben gehalten; Brenz deutete den Text auf die bedränge Situation der Protestanten infolge des Augsburger Interim 1548.

### Dogmatik

#### Katechismen
Brenz schrieb zwei verschiedene Katechismen, die irritierenderweise den gleichen Titel haben: Fragstücke des christlichen Glaubens für die Jugend. Den ersten Text schrieb er 1527 nieder, er wurde 1528 ohne sein Einverständnis und verändert gedruckt. Er gehört in den Kontext von Brenz’ Prädikantenamt in Schwäbisch Hall und seine dortigen Bemühungen um Reformen des Schulwesens. Interessant daran ist, dass diese Fragstücke älter sind als Luthers Kleiner und Großer Katechismus. Die Erstausgabe Augsburg 1528 ist zweiteilig: 22 Fragen und Antworten für jüngere Kinder (Catechismus minor), 86 für ältere Kinder (Catechismus maior). Neben einer Übersetzung ins Lateinische (1529) erschien 1530/32 in Nürnberg eine revidierte Fassung, an der Brenz wahrscheinlich mitarbeitete. Rezipiert wurde vor allem der Catechismus minor, der verschiedenen Erbauungsschriften beigegeben wurde und ins Französische und Englische übersetzt wurde.
Mit den 1535 in Hagenau gedruckten Fragstücken setzte Brenz nochmal neu an. Einerseits war er mit den Fragstücken von 1527/28 unzufrieden, andererseits wurde ab 1534 unter Herzog Ulrich die Reformation in Württemberg eingeführt. Brenz war als Berater beteiligt und erkannte die Bedeutung eines solchen Basistextes. Neben Luthers Katechismen und dem Heidelberger Katechismus schuf Brenz mit den Fragstücken von 1535 den wichtigsten deutschen Katechismus der Reformationszeit. Er bündelte Glaubensinhalte in 15 Fragen und Antworten in knapper, prägnanter und zum Auswendiglernen geeigneter Form:

„Welches Glaubens bist du? Antwort: Ich bin ein Christ. Warum bist du ein Christ? Antwort: Darum dass ich glaub an Jesum Christum und bin in seinem Namen getauft.“

Zu Luthers Katechismen äußerte sich Brenz nie. Der Brenz-Katechismus war ein evangelischer Konsenstext, an dem sich keine Kontroversen zwischen Lutheranern und Reformierten entzündeten. In seinem Versteck auf Burg Hornberg 1549/51 verfasste Brenz einen Kommentar zu den Fragstücken, der ebenfalls viel rezipiert wurde. Brenz’ Fragstücke und Luthers Kleiner Katechismus unterscheiden sich durch ihre Gliederung:
| Luther: Kleiner Katechismus (1529)  | Brenz: Fragstücke des christlichen Glaubens (1535) |
|                                     | 1. Einleitungsfragen: Glauben und Christsein       |
|                                     | 2. Taufe                                           |
| 1. Zehn Gebote                      |                                                    |
| 2. Apostolisches Glaubensbekenntnis | 3. Apostolisches Glaubensbekenntnis                |
| 3. Vaterunser                       | 4. Vaterunser                                      |
|                                     | 5. Zehn Gebote                                     |
| 4. Taufe                            |                                                    |
| 5. (Beichte)                        |                                                    |
| 6. Abendmahl                        | 6. Abendmahl                                       |
|                                     | 7. Absolution und Kirchenzucht                     |

#### Kontroverstheologie
In der zur Vorlage auf dem Konzil von Trient verfassten Confessio Virtembergica knüpfte Brenz positiv an die kirchlich-abendländische Tradition an. Er übernahm die traditionelle Trinitätslehre und Christologie; gerade unter den Rahmenbedingungen des Interim war ihm die eigene Katholizität wichtig. Ungewöhnlich war die Herleitung der Rechtfertigungslehre von den drei theologischen Tugenden (Glaube, Hoffnung, Liebe).
Der Dominikaner Pedro de Soto verfasste drei Jahre später eine Kommentierung und Zurückweisung der Confessio Virtembergica, die Assertio catholicae fidei (Köln 1555). Darin bestritt er Herzog Christoph das Recht zur Kirchenreform. Die württembergischen Theologen standen für ihn außerhalb des Traditionszusammenhangs der hierarchischen Kirche mit dem Papst an der Spitze. De Soto war im Auftrag des Augsburger Kardinals Otto von Waldburg mit dem Aufbau der Universität Dillingen befasst, die unter anderem Protestanten für die römisch-katholische Kirche zurückgewinnen und ein Gegengewicht zur evangelischen Universität Tübingen bilden sollte.
Brenz antwortete mit einer fast 2000 Quartseiten starken Verteidigung (Apologie) des württembergischen Bekenntnisses, die von 1557 bis 1559 in mehreren Lieferungen gedruckt wurde. Darin heißt es programmatisch: „Unsere … ersten Prinzipien sind die Heilige Schrift, Christus, der Sohn Gottes, und der Glaube oder die Gewißheit im Blick auf das Wohlwollen Gottes uns gegenüber um Christi willen durch den Glauben.“ Auf der Gegenseite seien die ersten Prinzipien dagegen Papst, Tradition und Zweifel, und daraus entständen zwei völlig verschiedene Arten von Religion. Der christliche Fürst sei verpflichtet, wie die Könige Israels im Alten Testament den wahren Glauben öffentlich zu bekennen.
De Soto antwortete 1557 mit einer gegen Brenz gerichteten Defensio Catholicae confessionis, auf die Jacob Beurlin, Jacob Heerbrand, Johann Isenmann und Dietrich Schnepf mit einer 1561 in Frankfurt am Main gedruckten gemeinsamen Widerlegung antworteten: über 1900 Seiten in Folio, das sogenannte Große Buch von Tübingen. Es dokumentierte die ganze Kontroverse und bekräftigte den evangelischen Standpunkt der Württemberger, ohne inhaltlich Neues zu bieten.

#### Lutherische Konfessionalisierung
Im innerlutherischen Streit um die Rechtfertigungslehre, der ab 1550/51 als Osiandrischer Streit geführt wurde, nahm Brenz eine vermittelnde Haltung ein, da er den Gegensatz zwischen Andreas Osiander in Königsberg und Philipp Melanchthon in Wittenberg als bloßen Streit um Worte ansah. Das distanzierte ihn von Melanchthon und brachte Brenz das Angebot eines preußischen Bistums ein. Einige der letztlich unterlegenen Anhänger Osianders zogen sich nach Württemberg zurück.
Zwischen Lutheranern und Reformierten war die Abendmahlslehre heftig umstritten. Die Frage, wie Jesus Christus beim Genuss von Brot und Wein gegenwärtig sei, tangiert die Christologie. Bereits auf dem Marburger Religionsgespräch 1529 hatten Zwingli und Oekolampad betont: Der auferstandene Christus befinde sich laut dem Apostolischen Glaubensbekenntnis im Himmel, „sitzend zur Rechten Gottes, des allmächtigen Vaters.“ Er könne sich nicht gleichzeitig auch an vielen Orten auf Erden befinden – überall, wo das Abendmahl gefeiert werde. Johannes Calvin übernahm diese Argumentation. Die Substanz des Leibes Christi befinde sich nach seiner Himmelfahrt im Himmel; im Sakrament werde nicht diese Substanz, sondern deren Kraft und Wirkung („Wohltaten“) empfangen.
Der Pfarrer von Dettingen unter Teck, Bartholomäus Hagen, neigte dem calvinistischen Abendmahlsverständnis zu und stand mit Calvin im Briefkontakt. Heikel daran war, dass Hagen der Seelsorger Sabinas von Bayern, der Mutter Herzog Christophs, war. Eine Art Synode trat auf herzoglichen Wunsch zusammen, die mit Hagen einen Konsenstext erstellte, das Stuttgarter Bekenntnis vom Nachtmahl (19. Dezember 1559, gedruckt 1560). Es handelt sich hierbei um eine Weiterentwicklung von Luthers Ubiquitätslehre, die von Melanchthon als unverständlich kritisiert wurde. Brenz legte sie in drei christologischen Schriften 1561/62 ausführlich dar. Er betonte die Personeinheit von Jesus Christus mit Gott, die Zweinaturenlehre trat dagegen zurück. Brenz versuchte, die Lehre des Konzils von Chalcedon weiterzuentwickeln und „eine Veränderung, eine Geschichte des Menschseins Jesu in seiner Subjekteinheit mit Gott“ zu denken. Der Württemberger Konsens in der Ubiquitätslehre erwies sich als nützlich zur Abgrenzung gegenüber dem Calvinismus, zumal 1563 der Heidelberger Katechismus im Druck erschien und auf Initiative von Herzog Christoph und Pfalzgraf Wolfgang von Pfalz-Zweibrücken im April 1564 Konsensgespräche zwischen Pfälzer und Württemberger Theologen im Kloster Maulbronn stattfanden. Brenz ließ seine Abendmahlslehre in Maulbronn von Jakob Andreae verteidigen. Wegen seiner Ubiquitätslehre führte Brenz bis zu seinem Tod einen Streitschriftenwechsel mit den reformierten Theologen Heinrich Bullinger und Peter Martyr Vermigli; dass auch Melanchthon sich distanzierte, war für Brenz schmerzlich. Im Luthertum insgesamt wurden Brenz’ Überlegungen zu Abendmahl und Christologie nur in abgeschwächter Form rezipiert.

### Ethik

#### Bauernkrieg und Widerstandsrecht gegen den Kaiser
Brenz war in seiner politischen Ethik ein Schüler Luthers; er übernahm dessen Zwei-Reiche-Lehre. Diese war bei Brenz aber aufgrund seines reichsstädtischen Erfahrungshintergrunds anders akzentuiert; für ihn war die Christengemeinde identisch mit der Bürgergemeinde. Der Fürst wurde zu einer paternalistischen Fürsorge für die Untertanen verpflichtet; die Schaffung von Rahmenbedingungen für das evangelische Kirchenwesen war seine Pflicht. Er sollte sein Handeln nach dem gemeinen Nutzen, dem Wohlstand der Untertanen, ausrichten. Wenn der Fürst aber all dem nicht nachkam, begründete das kein Widerstandsrecht der christlichen Untertanen, allenfalls (wenn er Unchristliches von ihnen forderte) einen „Leidensungehorsam“.
Im Bauernkrieg positionierte sich Brenz anders als Luther und Melanchthon, weil er diese Erhebung nicht wie sie in einen endzeitlichen Deutungshorizont stellte und darin nicht den Teufel am Werk sah. In seinem Gutachten zu den Zwölf Artikeln, das Ludwig V. von der Pfalz am 18. Mai 1525 von ihm ebenso wie von Melanchthon anforderte, lehnte er ein Widerstandsrecht der Untertanen ab und meinte, Leibeigenschaft sei mit der Bibel nicht zu beanstanden, da sie ja Sklaverei billige. In anderen Punkten (exzessive Strafen, Todfallabgabe) gab er den Bauern Recht und riet zu Kompromissen. Das Gutachten kam zu spät, um die politische Entwicklung zu beeinflussen. Nach der Niederlage der Bauern plädierte Brenz für Amnestie, da im Zug der Niederschlagung des Aufstands schon genug Gewalt verübt worden sei, in einer Dorfgemeinschaft Aufstandsbefürworter und Mitläufer nicht zu trennen seien und harte Strafmaßnahmen an den Bauern das ganze Gemeinwesen wirtschaftlich schädigten. Auch mit diesen Empfehlungen hatte Brenz keinen größeren Erfolg.
Nach dem Augsburger Reichstagsabschied 1530 standen die evangelischen Reichsstände vor die Frage, ob sie ein Widerstandsrecht gegen den Kaiser hatten. Ja, erklärte Johannes Bugenhagen: die Fürsten und Städte seien Obrigkeit aus eigenem Recht, der Kaiser habe sich durch seine antireformatorische Positionierung sozusagen selbst abgesetzt, und man sei ihm gegenüber nicht zum Gehorsam verpflichtet. Dafür berief er sich auf 1 Sam 15,23. Nein, behauptete dagegen der Nürnberger Ratsschreiber Lazarus Spengler: Ein Fürst oder Stadtrat sei gegenüber dem Kaiser nur Privatperson und als solche zum Gehorsam verpflichtet (Röm 13,1-2; 1 Petr 2, 13-14). Brenz war als Berater des Markgrafen Georg von Brandenburg-Ansbach-Kulmbach involviert und stimmte der Argumentation Spenglers völlig zu. Folgerichtig beharrten Nürnberg und die Markgrafschaft auf ihrer kaisertreuen Position, auch als die Wittenberger Theologen Luther und Melanchthon sich im Oktober 1530 von sächsischen und hessischen Hofjuristen überzeugen ließen, dass es ein Widerstandsrecht der Fürsten gegen den Kaiser gebe. Aber Mitte der 1530er Jahre rückte Brenz von seiner Position ab und warb beim Stadtrat von Schwäbisch Hall um den Beitritt zum Schmalkaldischen Bund, da er rein defensiv sei. Nach der Zerschlagung des Schmalkaldischen Bundes und dem Augsburger Interim 1548 war Brenz als Berater Herzog Christophs von Württemberg tätig. Er kehrte zu seiner früheren Position zurück, wonach ein Fürst gegenüber dem Kaiser nur gehorsamspflichtige Privatperson sei, und riet dem Herzog dazu, pragmatisch alle Möglichkeiten auszuschöpfen, um Schaden von den Untertanen abzuwenden. Württemberg blieb im Fürstenaufstand 1552 neutral; wie weit Brenz’ Argumente diese Positionierung Christophs beeinflussten, ist unbekannt.

#### Täuferverfolgung
Das Wiedertäufermandat des Reichstags zu Speyer verfügte am 23. April 1529 die Todesstrafe gegen Täufer. Der Nürnberger Rat hatte 1528 zu entscheiden, wie er mit einigen verhafteten Täufern verfahren sollte. Wahrscheinlich vom Ratsschreiber Lazarus Spengler wurde Brenz um ein Gutachten gebeten; Spengler setzte sich für eine milde Behandlung der Täufer ein. In seiner Antwort ging Brenz von der Zwei-Reiche-Lehre Luthers aus. Die Täufer charakterisierte er als einfältige, aber sehr moralische und friedliebende Menschen. Das Täufertum sei an sich kein Aufruhr gegen die gesellschaftliche Ordnung, denn die Täufer praktizierten zwar beispielsweise Gütergemeinschaft, zwängen andere aber nicht dazu. Brenz suchte zu beweisen, dass die Wiedertaufe vom Reichsrecht nicht zwingend mit der Todesstrafe bedroht sei. Brenz ging es bei seiner Antwort nicht um Tolerierung Andersdenkender, sondern die Verhinderung von Exekutionen aus religiösen Gründen. Dieser Linie folgte er auch in späteren Gutachten. Trotzdem stand er auch hinter der mehrfachen Verurteilung der Täufer, wie sie in der von ihm selbst mitformulierten Confessio Augustana 1530 festgeschrieben wurde.
Sebastian Castellio meinte, Brenz’ Gutachten hätten viele Täufer vor dem Märtyrertod bewahrt. Gottfried Seebaß fasst zusammen, dass Brenz nicht tolerant gewesen sei im Sinne des modernen Toleranzgedankens, aber sich positiv von einigen Mitreformatoren unterschieden habe: „Niemals hat er, wie Melanchthon, die Hinrichtung der falschen Propheten auf Grund einer naturrechtlich interpretierten alttestamentlichen Tradition verlangt, noch, wie Luther, in der Gotteslästerung ein Delikt gesehen, das mit dem Tod zu bestrafen sei.“

#### Hexenverfolgung

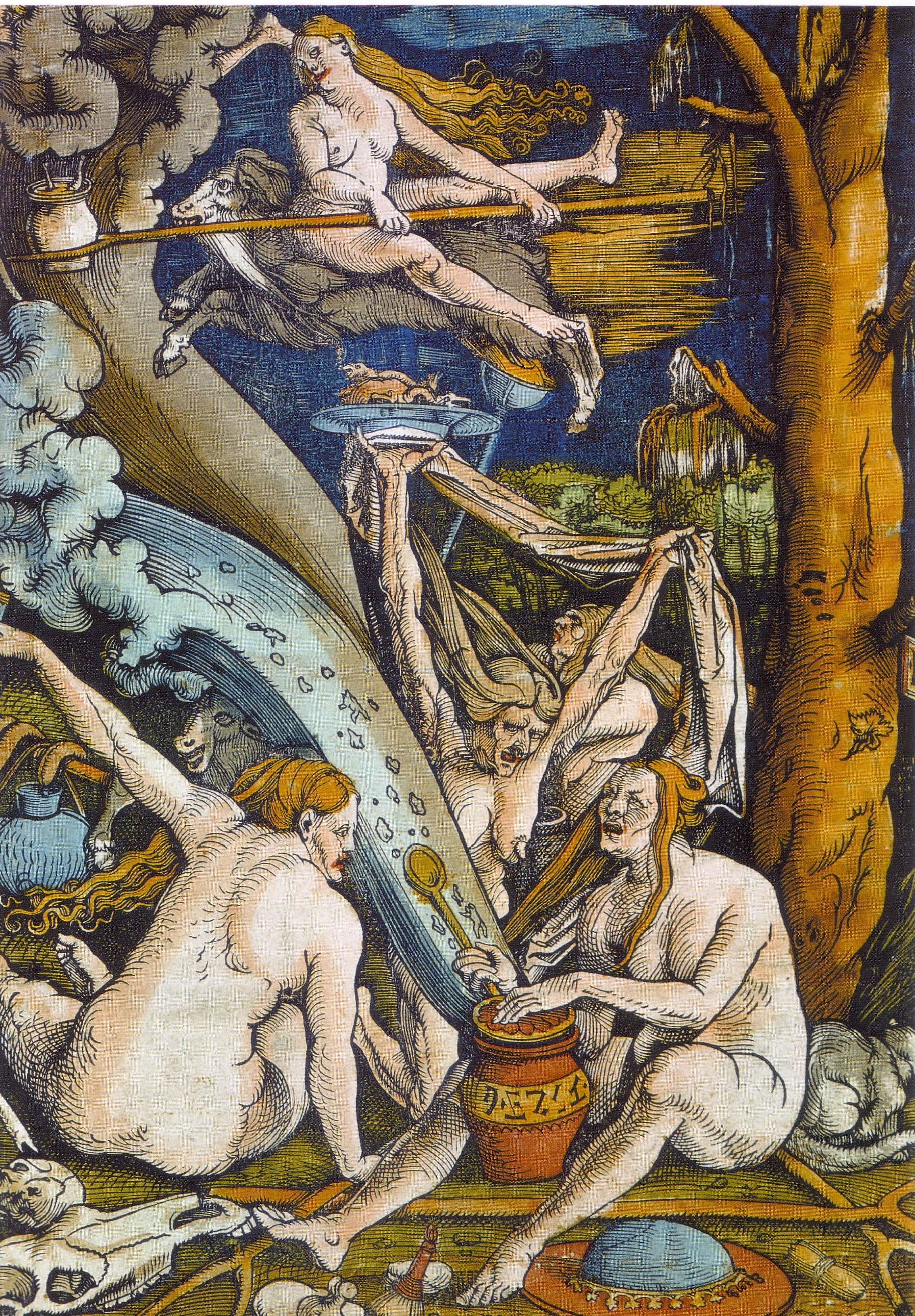
Hans Baldung Grien Hexen beim Schadenzauber kolorierter Holzschnitt um 1508

Am 3. August 1552 richtete ein Hagelunwetter in Württemberg schwere Schäden an. Die Situation wurde für große Bevölkerungsteile durch nachfolgende Missernten noch verschärft, und nun wurden Rufe nach einer Hexenverfolgung laut. Matthäus Alber und Wilhelm Bidembach traten in einer Predigtreihe in der Stuttgarter Stiftskirche gegen die Beschuldigung von Hexen ein. Sie betonten, dass letztlich auch das Unheil und Unglück von Gott selbst gelenkt werde, um die Sünder zu bestrafen und die Gerechten zu prüfen. Hagel und Missernten seien ein Ruf zur Buße. Hexen gäben sich einer Selbsttäuschung hin, wenn sie meinten, ihren Mitmenschen Schaden zufügen zu können. Schuldig seien sie wegen Gottesleugnung und bösen Absichten gegen ihre Mitmenschen. Doch solle die Obrigkeit nicht jeder Anzeige folgen, und unter der Folter erpresste Geständnisse seien wertlos. Es sei besser, tausend Schuldige entkommen zu lassen, als einen Unschuldigen zu verurteilen. Trotzdem wurden 1555/56 in Württemberg fünf Frauen als vermeintliche Hexen hingerichtet. 1557 erschien deshalb eine Predigt von Johannes Brenz zum Thema Hagelschäden und Hexenwerk im Druck (Homilia de grandine), die dieser bereits 1539 verfasst hatte. Die deutsche Übersetzung (Ein Predig von Hagel und Ungewitter) fertigte Jakob Gräter an, sie erschien auch 1557 und erzielte eine größere Wirkung. Brenz argumentierte ähnlich wie Alber und Bidembach. Das Unwetter sei ein Ruf zur Buße, und da jeder Unrecht getan habe, das Gottes Strafe verdiene, klage derjenige, der nach Bestrafung der Hexen schreie, sich selbst an. Die Hexe sei eine machtlose, vom Teufel betrogene Person.
Der Arzt Johann Weyer, ein Kritiker der Hexenprozesse, veröffentlichte 1577 in Basel Brenz’ Hagelpredigt zusammen mit seinem Briefwechsel, den er zu diesem Thema mit Brenz geführt hatte. Weyer lobte die Predigt, kritisierte aber, dass Brenz den angeblichen Teufelspakt mit Berufung auf Ex 22,17 als todeswürdige Straftat sah. Nach seinen Erfahrungen seien es eher Halluzinationen, die medizinischer Therapie bedürften. Brenz antwortete, dass nach geltendem Recht bereits der vollbrachte Vorsatz (conatus perfectus) strafwürdig sei. Er gestand Weiler zu, dass unter den Beschuldigten in Hexenprozessen arme alte Frauen und Melancholikerinnen seien, die professionelle Hilfe brauchten und nicht hingerichtet werden sollten: „Du wirst daher das verdienstlichste Werk thun, wenn du dich fortan der unglückseligen Weiber annimmst und sie entweder Genossen deines oder meines Standes, Ärzten oder Theologen, empfiehlst, statt daß sie dem Schwert oder der Flamme des Henkers überliefert werden.“ Weyler fragte zurück, wie es einen vollbrachten Vorsatz geben könne, wenn der Teufelspakt Selbsttäuschung sei. Darauf antwortete Brenz nicht mehr.
Brenz verfasste außerdem 1561 für den Pfarrer Philipp Knezel ein Gutachten in einem Hexenprozess in Waldenburg. Eine junge Frau wurde beschuldigt, in der Hochzeitsnacht sexuellen Verkehr mit dem Teufel gehabt zu haben. Brenz ging davon aus, dass der Teufel ihr wirklich als Incubus begegnet sei. Er riet Knezel dazu, die Frau von der Barmherzigkeit Gottes zu überzeugen, Gott sei gewiss gnädig, wenn sie sich schuldig bekenne. Wie sie dann von der weltlichen Gewalt gerichtet werde, ginge Knezel nichts an. Der Ausgang des Prozesses ist unbekannt.
In seiner Interpretation des Hexenwesens steht Johannes Brenz in einer Reihe mit mehreren Theologen der Universität Tübingen wie Matthäus Alber, Jacob Heerbrand, Dietrich Schnepf, Jacob Andreae, Wilhelm Bidembach, Wilhelm Friedrich Lutz oder Theodor Thumm. Diese sahen Gottes Allmacht als so umfassend an, dass es keinen Schadenzauber geben konnte, weil letztlich auch das Unheil und Unglück von Gott selbst gelenkt werde, um die Sünder zu bestrafen und die Gerechten zu prüfen. Hexen hatten diesen Theologen zufolge aber wegen ihres Abfalls von Gott sehr wohl die Todesstrafe verdient. Sönke Lorenz weist darauf hin, dass in der Konsequenz dieser Theologie bisher als harmlos erachtete und beliebte „Segen“ zur Abwehr von Krankheit und Gefahr als Teufelspakt verstanden werden konnten. Große Bevölkerungsteile waren damit latent in Gefahr, in einen Hexenprozess verwickelt zu werden. Die positive Wirkung von Brenz’ Hagelpredigt sieht Lorenz darin, dass dieser darauf insistierte, dass die Angeklagten in einem geordneten Prozess alle Möglichkeiten der Verteidigung erhielten. Denn in den Hexenprozessen in der zweiten Hälfte des 16. Jahrhunderts war es üblich, diese Rechte stark zu beschneiden und mit den Angeklagten „kurzen Prozess“ zu machen.

## Rezeption
Die breiteste Wirkung ging von Brenz’ Katechismus aus. Die Fragstücke von 1535 sind „1536 zum Landeskatechismus und fast zu einer Art Bekenntnisschrift für Württemberg geworden. Ende des 17. Jahrhunderts hat man den Katechismus hier um die Lutherfragen zum Credo, Vaterunser und Dekalog erweitert und in dieser Fassung ist er als der Württembergische Katechismus bis in die Gegenwart in Gebrauch.“ Johannes Brenz der Jüngere, Sohn des Reformators, gab von 1576 bis 1590 die Werke seines Vaters in acht Foliobänden heraus, deren sieben Bibelkommentare enthalten; der achte Band bietet die Kontroverse mit Pedro de Soto um die Confessio Virttembergica. Danach bricht die Edition ab. Diese Brenzschen Opera waren für die württembergischen Theologen des 16. Jahrhunderts und teilweise auch später Hilfsmittel der eigenen exegetischen Arbeit.
Gottfried Arnold kritisierte aus radikalpietistischer Perspektive im späten 17. Jahrhundert die Einbindung des Reformators in politische Aufgaben:

„Wie sich die Theologi so gar offt in politische ämter eingelassen / ja in die höchsten ehren-stellen bey hoffe und sonst / ist aus vielen exempeln bekannt. Der alte Joh. Brentius war zugleich Probst un(d) auch geheimer Rath beym Hertzog von Würtenberg.“

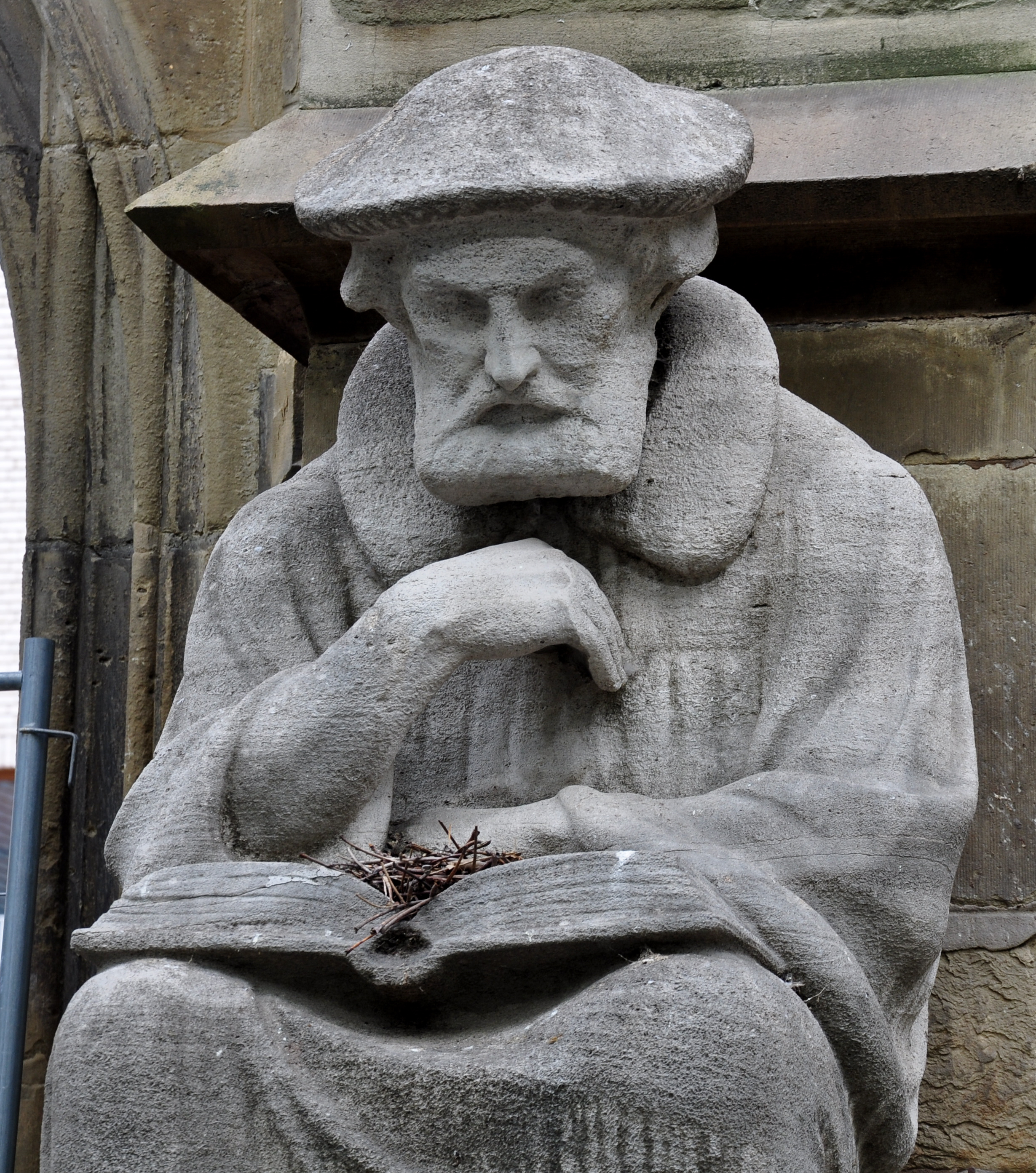
Reformationsdenkmal vor der Hospitalkirche Stuttgart (1917): Johannes Brenz (Foto) ist Martin Luther gegenübergestellt

Die erste Brenz-Biografie im modernen Sinn verfasste Johann Just von Einem (Leben und Schrifften Johann Brentii, Magdeburg und Leipzig 1733). Um das Jahr 1840 erschienen dann unabhängig voneinander mehrere Biografien, unter denen die von Julius Hartmann und Karl Jäger am wichtigsten ist: Johann Brenz. Nach gedruckten und ungedruckten Quellen (2 Bände, Hamburg 1840 und 1842). Weitere, knappere Lebensbeschreibungen verfassten Johann Georg Vaihinger (1840) und Johann Wilhelm Camerer (1840). Populäre Brenz-Biografien, von denen im 19. Jahrhundert mehrere erschienen, bauten auf diesen Arbeiten auf. Im 20. Jahrhundert wurde keine wissenschaftlichen Ansprüchen genügende Biografie vorgelegt; Friedrich Wilhelm Kantzenbach leistete Vorarbeiten hierzu, die er aber abbrach. Diese Lücke füllen Publikationen, die anlässlich der Jubiläen 1970 und 1999 erschienen.
Das Reformationsgedenken in Württemberg war bis ins frühe 19. Jahrhundert ganz auf die Person Luthers konzentriert (anders als in Schwäbisch Hall, wo Brenz als städtischer Reformator erinnert wurde). Dies änderte sich infolge einer romantischen Geschichtsbetrachtung, die sich auch der Regional- und Lokalgeschichte aufmerksam zuwandte. Stand das Brenz-Jubiläum 1870 im Schatten des zeitgleichen Geburtstags der Königin Olga, so wurde das Jubiläum 1899 landesweit begangen, erregte aber nur mäßiges Interesse. Symptomatisch ist, so Hermann Ehmer, die Diskussion um das Stuttgarter Reformationsdenkmal, das am 24. Juni 1917 der Öffentlichkeit übergeben wurde, ein Werk des Bildhauers Jakob Brüllmann. Hier sieht man Luther und Brenz zu Füßen des auferstandenen Christus. Die öffentliche Diskussion konzentrierte sich auf die Kopfhaltung Luthers (meditativ gesenkt oder heldisch erhoben), während die Darstellung von Brenz nicht kontrovers war. Das Denkmal zeigt Luther als Prophet, Brenz als dessen treuen Schüler, aber beide auf gleicher Höhe.
In Folge des Brenz-Jubiläums 1899 wurde er im frühen 20. Jahrhundert auch gelegentlich als Namengeber gewählt, so für ein 1901 eingeweihtes Stuttgarter Lehrlingsheim, an dessen Stelle nach dem Zweiten Weltkrieg eine evangelische Grundschule (Johannes-Brenz-Schule) entstand. Warum der 1933 fertiggestellte Kirchenneubau in der Stuttgarter Weißenhofsiedlung den Namen Brenzkirche erhielt, ist unbekannt. Am Brenz-Geburtstag 1899 wurde in Schwäbisch Hall der Grundstein für das Brenzhaus gelegt, ein evangelisches Vereinshaus. Der erste Kirchenneubau nach der Reformation in Hall war 1951 die Johannes-Brenz-Kirche im Neubaugebiet Rollhof. Die Bevölkerung in Brenz’ Geburtsort Weil der Stadt war mehrheitlich römisch-katholisch; die Berufung auf den Reformator diente im ausgehenden 19. Jahrhundert dazu, die Stellung der evangelischen Minderheit im öffentlichen Leben zu stärken. 1887 wurde an der Stelle des angeblichen Geburtshauses das evangelische Pfarrhaus als Brenzhaus neu erbaut; am 28. Oktober 1889 wurde die Kirchweihe der monumentalen, historistischen Johannes-Brenz-Kirche begangen.
Das Brenz-Jubiläum 1970 wurde hauptsächlich vom Verein für württembergische Kirchengeschichte zusammen mit dem Historischen Verein für Württembergisch Franken getragen. Im Mittelpunkt stand eine Brenz-Ausstellung, die in der Haller Hospitalkirche und anschließend im Hauptstaatsarchiv Stuttgart präsentiert wurde. Die Fachvorträge anlässlich des Brenz-Jubiläums liegen in Band 70 (1970) der Blätter für württembergische Kirchengeschichte gesammelt vor. Im Jubiläumsjahr wurde mit einer Studienausgabe von Brenz’ Werken begonnen, die aber seit den 1980er Jahren stagniert, da sie institutionell weder kirchlich noch akademisch verankert ist.
Die Planungen für das Brenz-Jubiläum 1999 machten sich die Erfahrungen des Melanchthonjahrs 1997 zunutze, wobei die geringere und mehr regionale Bekanntheit von Brenz zu berücksichtigen war. Im Vergleich zu 1970 war eine größere Öffentlichkeitswirkung angestrebt. Im Mittelpunkt stand eine große Brenz-Ausstellung, die im Hällisch-Fränkischen Museum (Schwäbisch Hall) und im Württembergischen Landesmuseum (Stuttgart) zu sehen war; anstelle eines Katalogs erschien ein von Isabella Fehle herausgegebenes „Begleitbuch“ (Johannes Brenz 1499–1570. Prediger – Reformator – Politiker), das auch als Brenz-Biografie nutzbar sein sollte. Die Vorträge des wissenschaftlichen Symposions (24. bis 26. Juni 1999 in Weil der Stadt) finden sich in Band 100 (2000) der Blätter für württembergische Kirchengeschichte.
Die seit 1992 verliehene Brenz-Medaille ist die höchste Auszeichnung der Evangelischen Landeskirche in Württemberg. Ebenfalls seit 1992 verleiht der Verein für Württembergische Kirchengeschichte den Johannes-Brenz-Preis für herausragende Arbeiten zur württembergischen Kirchengeschichte.
Im 1969 vom Rat der EKD angenommenen Evangelischen Namenkalender ist der 11. September, Brenz’ Todestag, Gedenktag des Reformators.

## Werke (Auswahl)
- Martin Brecht, Gerhard Schäfer (Hrsg.): Frühschriften. Band 1/1. Mohr Siebeck, Tübingen 1970, ISBN 3-16-135091-X
- Martin Brecht, Gerhard Schäfer (Hrsg.): Frühschriften. Band 1/2. Mohr Siebeck, Tübingen 1974, ISBN 3-16-135092-8.
- Martin Brecht, Theodor Mahlmann (Hrsg.): Christologische Schriften. Band 2/1. Mohr Siebeck, Tübingen 1981, ISBN 3-16-143052-2.
- Martin Brecht (Hrsg.): Schriftenauslegungen. Band 3/1: Homiliae vel sermones nonnulli in prophetam Danielem. Mohr Siebeck, Tübingen 1972, ISBN 3-16-132921-X.
- Martin Brecht, Stefan Strohm (Hrsg.): Schriftenauslegungen. Band 3/2.1: Explicatio Epistolae Pauli ad Romanos. Mohr Siebeck, Tübingen 1986, ISBN 3-16-144921-5.
- Martin Brecht, Hermann Ehmer (Hrsg.): Confessio Virtembergica. Das württembergische Bekenntnis von 1552 lateinisch und deutsch. Hänssler, Holzgerlingen 1999, ISBN 978-3-7751-3413-2.

### Lexikonartikel
- Martin H. Jung: Brenz, Johannes. In: Religion in Geschichte und Gegenwart (RGG). 4. Auflage. Band 1, Mohr-Siebeck, Tübingen 1998, Sp. 1751–1752.
- Martin Brecht: Brenz, Johannes. In: Theologische Realenzyklopädie (TRE). Band 7, de Gruyter, Berlin / New York 1981, ISBN 3-11-008192-X, S. 170–181.
- Dagmar Drüll: Brenz, Johannes. In: Heidelberger Gelehrtenlexikon 1386–1651. Berlin, Heidelberg 2002. S. 51–53.
- Heinrich Hermelink: Brenz, Johannes. In: Neue Deutsche Biographie (NDB). Band 2, Duncker & Humblot, Berlin 1955, ISBN 3-428-00183-4, S. 598 f. (Digitalisat).
- Brenz, Johannes. In: Heinz Scheible (Hrsg.): Melanchthons Briefwechsel. Band 11, Personen A–E. Stuttgart–Bad Cannstatt 2003, S. 214–146.

### Biografien, Gesamtdarstellungen
- Martin Brecht: Johannes Brenz: Stiftspropst, Prediger, Reformator Württembergs und Rat Herzog Christophs. In: Siegfried Hermle (Hrsg.:) Reformationsgeschichte in Porträts. Hänssler, Holzgerlingen 1999, S. 321–341.
- Isabella Fehle (Hrsg.): Johannes Brenz 1499–1570. Prediger – Reformator – Politiker. Hällisch-Fränkisches Museum, Schwäbisch Hall 1999, ISBN 3-9805483-0-9, enthält:
  - Hermann Ehmer: 500 Jahre Brenz, S. 12–35.
  - Hermann Ehmer: Herkunft und Ausbildung, S. 36–43.
  - Andreas Maisch: Der Prediger von Hall, S. 44–59.
  - Andreas Maisch: Die Ordnung der evangelischen Kirche in Hall, S. 60–85.
  - Andreas Maisch: Die Krise der Reformation, S. 86–97.
  - Hermann Ehmer: Politik und Religion, S. 98–121.
  - Hermann Ehmer: Stiftspropst in Stuttgart, S. 122–143.
  - Hermann Ehmer: Der christliche Staat, S. 144–159.
  - Christoph Weismann: Brenz in Deutschland und Europa, S. 160–179.
  - Christoph Weismann: Kirchenvater Brenz, S. 180–193.
- Hans-Martin Maurer, Kuno Ulshöfer: Johannes Brenz und die Reformation in Württemberg. Eine Einführung mit 112 Bilddokumenten (= Forschungen aus Württembergisch Franken. Band 9), Stuttgart 1974, ISBN 3-8062-0122-6.
- Christoph Weismann: Johannes Brenz und die Reformation in Schwäbisch Hall. In: Siegfried Hermle (Hrsg.:) Reformationsgeschichte in Porträts. Hänssler, Holzgerlingen 1999, S. 51–71.
- Christoph Weismann: Johannes Brenz, der Prediger von Schwäbisch Hall. In: Anne-Kathrin Kruse, Frank Zeeb (Hrsg.): Orte der Reformation: Schwäbisch Hall. EVA, Leipzig 2013, ISBN 978-3-374-03236-5, S. 38–43.

### Einzeldarstellungen
- Sabine Arend: Von der Wiege bis zur Bahre: Johannes Brenz ordnet das evangelische Leben in Schwäbisch Hall. In: Württembergisch Franken 95 (2011), S. 47–71 (PDF-Download).
- Hans Christian Brandy: Die späte Christologie des Johannes Brenz (= Beiträge zur historischen Theologie Band 80). Mohr Siebeck, Tübingen 1991.
- Martin Brecht: Abgrenzung oder Verständigung. Was wollten die Protestanten in Trient? In: Blätter für württembergische Kirchengeschichte 70 (1970), S. 148–175 (Digitalisat).
- Martin Brecht: Johannes Brenz auf dem Augsburger Reichstag 1530. In: Rolf Decot (Hrsg.): Vermittlungsversuche auf dem Augsburger Reichstag 1530: Melanchthon – Brenz – Vehus (= Veröffentlichungen des Instituts für Europäische Geschichte Mainz Beiheft Abteilung Religionsgeschichte. Band 26). Franz Steiner, Wiesbaden 1989, S. 9–28. ISBN 3-515-05263-1 (Digitalisat).
- Martin Brecht: Brenz und die Mitreformatoren. In: Blätter für württembergische Kirchengeschichte 100 (2000), S. 133–142. (Digitalisat)
- Martin Brecht: Brentii Ecclesia. Der Prediger von Schwäbisch Hall und seine Kirche. In: Blätter für württembergische Kirchengeschichte 100 (2000), S. 215–240 (Digitalisat).
- Martin Brecht: Johannes Brenz und das Hexenwesen: Aufgrund bisher weitgehend unbeachteter Quellen. In: Zeitschrift der Savigny-Stiftung für Rechtsgeschichte, Kanonistische Abteiung 117 (2000), S. 386–397.
- Matthias A. Deuschle: Konzentration statt Moderation: Brenz’ Apologie der Confessio Virtembergica. In: Blätter für württembergische Kirchengeschichte 106 (2006), S. 245–252 (Digitalisat).
- Matthias A. Deuschle: Brenz als Kontroverstheologe. Die Apologie der Confessio Virtembergica und die Auseinandersetzung zwischen Johannes Brenz und Pedro de Soto (= Beiträge zur historischen Theologie Bd. 138). Mohr Siebeck, Tübingen 2006, ISBN 978-3-16-149015-6.
- Hermann Ehmer: Johannes Brenz als Reformator der Schule. In: Blätter für württembergische Kirchengeschichte 100 (2000), S. 241–264 (Digitalisat).
- Michael Frisch: Johannes Brenz als Gutachter in Rechtsfragen. In: Blätter für württembergische Kirchengeschichte 100 (2000), S. 265–281 (Digitalisat).
- Ulrich Köpf: Johannes Brenz in Tübingen oder: Wie reformiert man eine Universität? In: Ders., Die Universität Tübingen und ihre Theologen: Gesammelte Aufsätze. Mohr Siebeck, Tübingen 2020, S. 52–66.
- Sönke Lorenz: Brenz’ Predigt vom Hagel und die Hexenfrage. In: Blätter für württembergische Kirchengeschichte 100 (2000), S. 327–344 (Digitalisat).
- Christian Peters: Brenz und das reformatorische Bekenntnis. In: Blätter für württembergische Kirchengeschichte 100 (2000), S. 9–28 (Digitalisat).
- Siegfried Raeder: Johannes Brenz und die Islamfrage. In: Blätter für württembergische Kirchengeschichte 100 (2000), S. 345–367 (Digitalisat).
- Gottfried Seebaß: An sint persequendi haeretici? Die Stellung des Johannes Brenz zur Verfolgung und Bestrafung der Täufer. In: Blätter für württembergische Kirchengeschichte 70 (1970), S. 40–99 (Digitalisat).
- Wulf Segebrecht: Tübinger Epicedien zum Tod des Reformators Johannes Brenz (Hrsg.), kommentiert von Juliane Fuchs und Veronika Marschall unter Mitw. von Guido Wojaczek. Lang, Frankfurt am Main 1999, ISBN 3-631-33358-7.
- Joachim Wahl: Die Gebeine von Johannes Brenz et al. aus der Stiftskirche in Stuttgart. Osteologisch-forensische Untersuchungen an historisch bedeutsamen Skelettresten. In: Denkmalpflege in Baden-Württemberg, 30 (2001), S. 202–210.
- Joachim Wahl: Die Gebeine des Reformators. In: Ders., 15 000 Jahre Mord und Totschlag – Anthropologen auf der Spur spektakulärer Verbrechen. Theiss, Stuttgart 2016, S. 164 ff.
- Christoph Weismann: Die Katechismen des Johannes Brenz. 2 Bände (= Spätmittelalter und Reformation. Band 21 und 22). De Gruyter, Berlin/New York 1990 und Berlin/Boston 2016.
- Christoph Weismann: Brenz und seine Katechismen. In: Blätter für württembergische Kirchengeschichte 100 (2000), S. 123–132 (Digitalisat).
- Eike Wolgast: Die Stellung von Johannes Brenz zu Bauernkrieg und Widerstandsrecht. In: Blätter für württembergische Kirchengeschichte 100 (2000), S. 297–326 (Digitalisat).